# Subdesarrollo

Países desarrollados
Países en vías de desarrollo
Países subdesarrollados
Datos no disponibles
Clasificaciones del FMIy de la ONU.

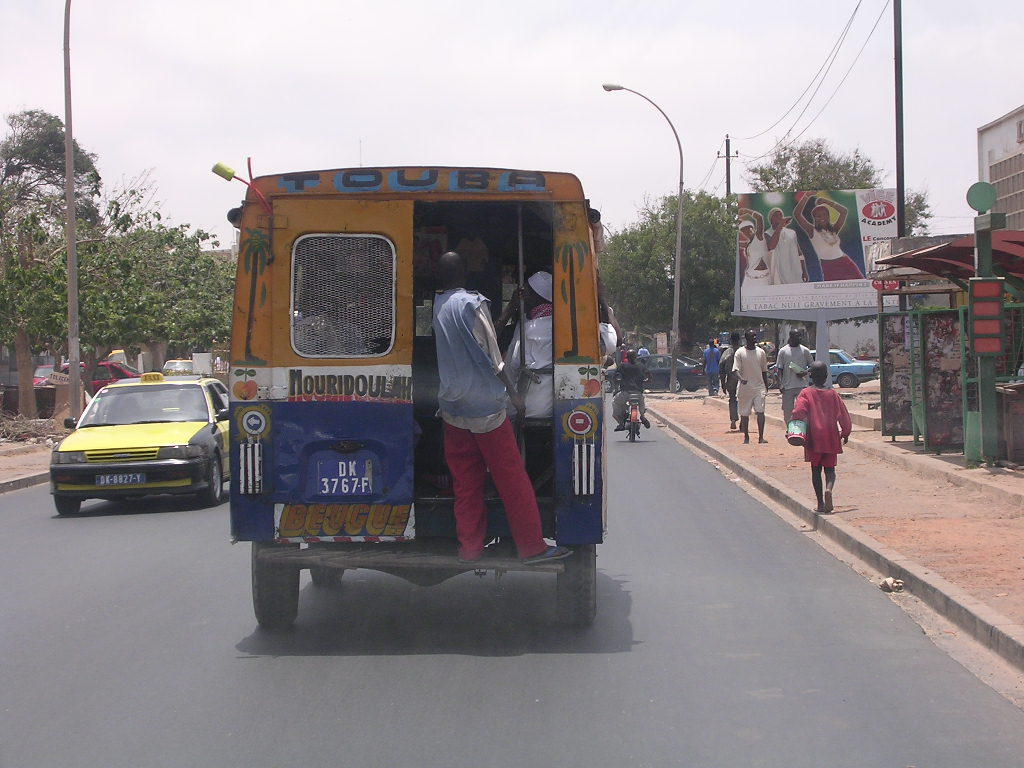
Calle de Dakar, Senegal. África es el único continente en donde todas las naciones se encuentran en vías de desarrollo o son subdesarrolladas.

El subdesarrollo es aquella situación donde no se cuenta con cierta cantidad de riqueza, servicios o capacidades productivas. Pero no hay acuerdo sobre cómo medir esas cantidades porque se han elaborado distintas listas y criterios, por lo que, se trata de un término controvertido al no haber consenso suficiente.
La idea del subdesarrollo tiene su origen en los economistas alemanes del siglo XIX y principios del siglo XX, quienes discutían la idea de Adam Smith según la cual todas las regiones, profesiones y poblaciones pueden progresar económicamente a un ritmo parecido.
Independientemente de la definición del término, el subdesarrollo es un problema mundial al que se le han atribuido diferentes factores; pero sin acuerdo sobre si son o no influyentes, en algunos casos con argumentos racistas, si pueden considerarse genéricos o específicos, como la religión, si han sido creados por otras naciones, caso de los colonialismos, o si por el contrario serían algo propio de las poblaciones subdesarrolladas, como la culpabilización de los otros.
Como todo un problema que se considera, el subdesarrollo provoca innumerables repercusiones negativas en formas de carencias sanitarias, alimenticias o de seguridad ciudadana entre muchas otras. Sin embargo, como tantos otros fenómenos, implica también aspectos positivos para una parte de la población.
A la desorientación existente se suma la dificultad para encontrar una solución para los países y regiones que lo sufren, empezando porque varios autores no consideran el subdesarrollo o la pobreza como un problema sino como el estado natural y primigenio de toda región o colectivo humano. Con todo, las propuestas y proyectos emprendidos han sido varios, casi tantos como los fracasos cosechados, pese al éxito logrado, especialmente para los pueblos del sureste asiático.

## Definición

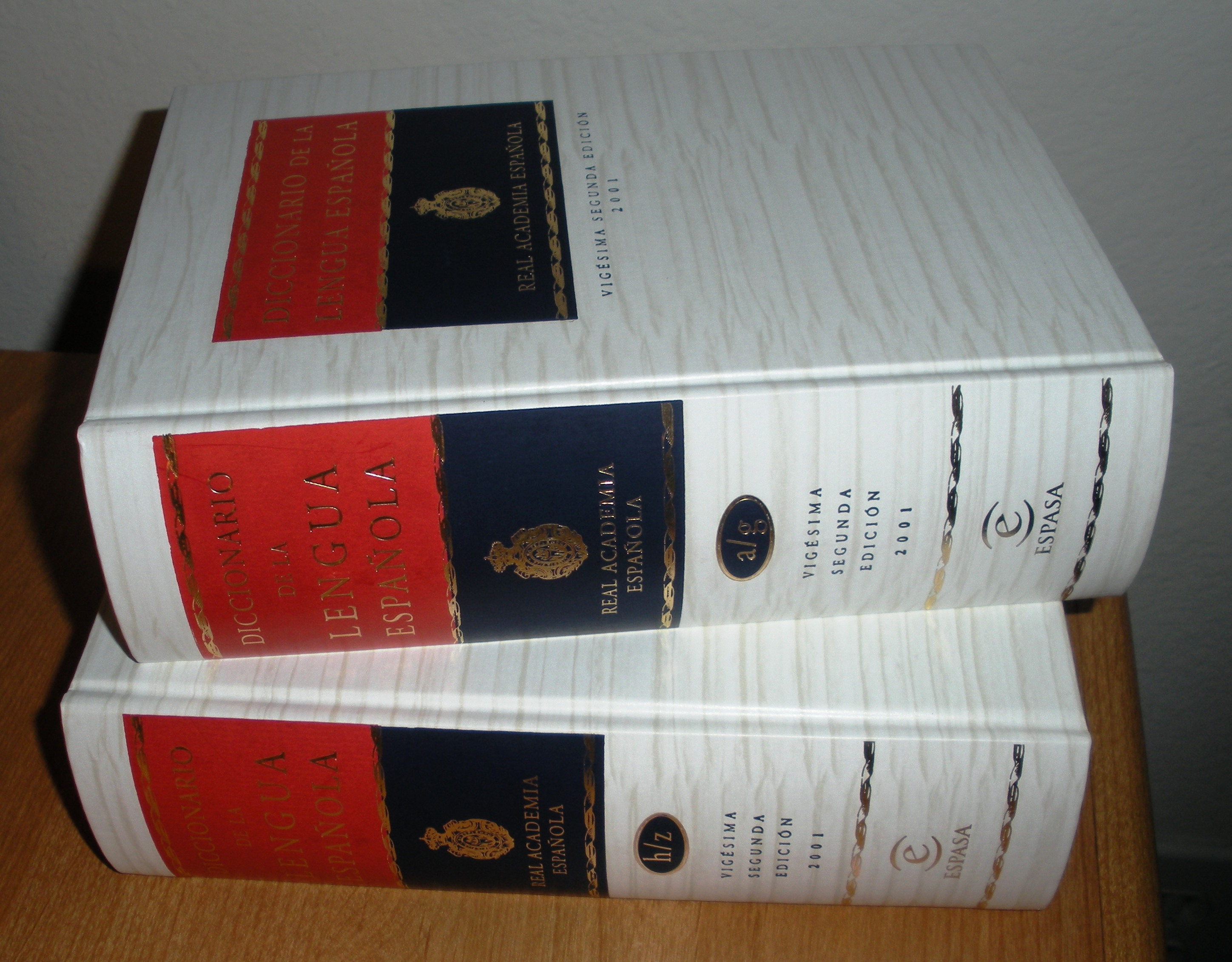
Ninguna definición ha resultado consensuada, por el momento. Ni siquiera el diccionario de la Real Academia Española entra a indicar los niveles que marcan el desarrollo.

Para autores comoTerragno y 1994 (Rodolfo Terragno, p. 211 y 212), la denominación no tiene un significado claro. La Real Academia Española lo define como el atraso de un país o región, que no habría alcanzado determinados niveles (socioeconómicos, culturales). Respecto a la primera parte de la definición, atraso de un país o región, el consenso entre expertos y no expertos suele ser unánime, las discrepancias surgen cuando tratan de definirse los «determinados» niveles.
Una segunda aproximación podría ser: una de las etapas por las que atraviesan los países y las sociedades en su progreso, especialmente progreso en estado de bienestar y capacidad económica. Esta postura fue defendida por autores como Roastod, sin embargo esta idea de ser una “etapa” dentro de un proceso más largo cuenta con muchos detractores (Sampedro, 1996), quienes opinan que el subdesarrollo puede llegar a no superarse nunca por múltiples factores, porque no son dos sistemas sino uno solo, "como las ruedas de un coche en las cuales por mucho que corran las de atrás jamás podrán alcanzar a las de adelante", entre ellos la CEPAL o el citado Sampedro (Sampedro, José Luis (29 de abril de 1976). «El subdesarrollo» (Audio). Madrid: Fundación Juan March. Consultado el 10 de febrero de 2013.</ref>
Otra posible definición sería: el subdesarrollo es una estructura socioeconómica en la que predominan la agricultura, la ganadería, la pesca y la exportación de materias primas por llevar al país por el desarrollo de autoindependencia observándose pobreza generalizada. Según estas pautas Corea del Norte no sería un país subdesarrollado, o no al menos en la primera parte de su definición, pues una parte considerable de sus ingresos por exportaciones lo constituyen los misiles y la tecnología nuclear (Nitikin, 2009, p. 21).
Un cuarto punto de vista considerar países subdesarrollados a todo aquel perteneciente al llamado Tercer Mundo, es decir, las naciones occidentales del norte constituirían el Primer Mundo, las naciones del antiguo Bloque del Este el Segundo Mundo y el resto sería el Tercer Mundo. Esta expresión fue desarrollada por el sociólogo Peter Wosley en los años sesenta (Terragno, 1994, p. 219) en una clara analogía con la idea de los tres estados de la Revolución Francesa. Esta definición no deja de ser discutida; pues estaría el caso de Albania, país dentro de la esfera socialista y por lo tanto perteneciente al Segundo mundo, que claramente era una nación subdesarrollada. Una de las pocas diferencias entre subdesarrollo y Tercer Mundo estriba en que el primero no suelen emplearlo las personas que teóricamente pertenecen a él por ser (Terragno, 1994, p. 219), cada vez más, peyorativo; así, es muy difícil escuchar la expresión Primer Mundo en países considerados desarrollados. Mientras, Tercer Mundo es más aceptado por unos y por otros.
El subdesarrollo también está muy relacionado con la pobreza, como indicó José Luis Sampedro en varias obras, llegándose a incluir como países subdesarrollados a aquellos donde un tanto por ciento determinado de su población vive bajo el nivel de la pobreza. Esta definición choca con el problema de medición por un lado, ¿Cómo se calcula la riqueza de un pueblo? ¿A partir de dónde una persona está bajo el nivel de la pobreza?, y por el otro la duda de si el subdesarrollo es solo una cuestión económica; razones ambas por la cual los índices de desarrollo han ido cambiándose y ampliándose con el tiempo, como se verá más adelante.
Generalmente la expresión hace referencia a países aunque también puede utilizarse para designar a determinadas zonas o regiones e, incluso, a formas de pensar o subsistir: “mentalidad subdesarrollada” por aquella que espera resolver sus problemas con ayuda exterior.

### Características de los países subdesarrollados
Como se ha indicado varios son los aspectos para considerar a un país o región como subdesarrollada. Entre los más comunes podemos citar:
- Economía basada en el sector primario.
- Comercio exterior desfavorable.
- Elevada tasa de mortalidad infantil.
- Desocupación y subocupación masiva y total.
- Sobrepoblación relativa.
- Bajo nivel educativo.
- Ingreso bajo, mal distribuido e irracionalmente utilizado.
- Régimen político corrupto.
- Falta de instituciones democráticas.
- Dependencia política militar del extranjero.
- Dependencia estructural que influye en toda la estructura socioeconómica y condiciona muchos rasgos principales del sistema del proceso de desarrollo.
- Tecnología primitiva.
- Desarrollo económico dependiente
- Exportación de productos tropicales
- Importación de productos manufacturados

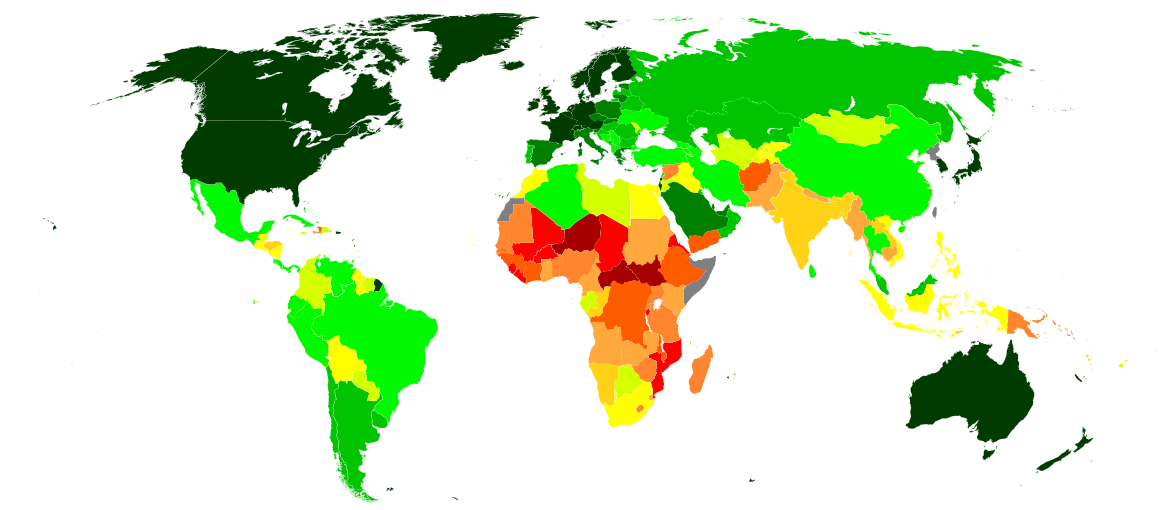
Distribución por tramos (basada en información proporcionada por el Informe de Desarrollo Humano 2018).

| > 0,900 0,850–0,899 0,800–0,849 0,750–0,799 0,700–0,749 | 0,650–0,699 0,600–0,649 0,550–0,599 0,500–0,549 0,450–0,499 | 0,400–0,449 0,350–0,399 0,300–0,349 < 0,300 Sin datos |

### Medición del subdesarrollo

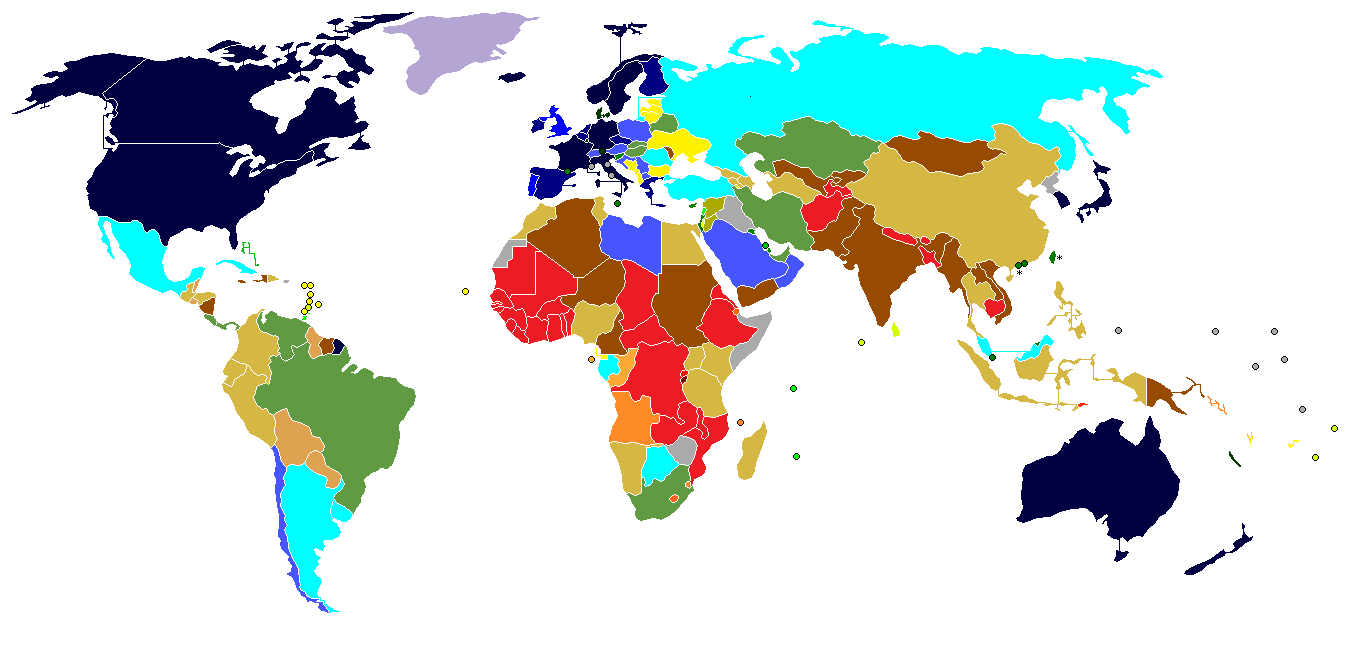
Mapa de países por PIB per cápita en 2012, según el Banco Mundial. La renta per cápita es un indicador objetivo y comparable, pero no explica todos los casos.

Como se ha indicado al principio, uno de los principales problemas para delimitar el término es determinar el nivel o niveles a partir de los cuales un país o región puede ser considerado subdesarrollado.
Uno de los primeros criterios, sino el primero, se basaba en el producto nacional bBruto o PNB que la ONU emplea en su índice de desarrollo humano, también el Grupo Banco Mundial lo prefiere al producto interior bruto o PIB. La ventaja de ambos índices estriba en su casi objetividad, al ser datos medibles con relativa facilidad y también fácilmente comparable entre países. Asimismo, este dato de productividad se combina con el censo de la población o equivalente, otro dato empírico relativamente sencillo de obtener, ya sea por censo o por sondeo. Juntos arrojan la renta per cápita. Con las cifras de renta ya elaboradas solo restaba colocar el listón bajo del cual se puede considerar a un país como subdesarrollado. Sin embargo, la renta per cápita posee un efecto perverso: muchos estados disponían y disponen de un determinado nivel, por ejemplo 21.000 dólares anuales, pero la distribución tan desigual de la riqueza hacía que, salvo las élites de esas naciones, la población viviera en unos niveles de desarrollo inferiores a los de países teóricamente más pobres (Terragno, 1994, p. 323). Además, persiste la polémica de si el desarrollo es únicamente o principalmente un cuestión económica. A pesar de lo anterior, para catalogar una economía como desarrollada o subdesarrollada tienen gran peso la categorización que le da el Banco Mundial, de Países de ingresos altos, medios y bajos, además las Economías avanzadas del Fondo Monetario Internacional y el Índice de desarrollo humano.
Otra clasificación es la empleada por la OCDE que analiza el nivel de renta junto con la longevidad y la alfabetización. Nuevamente salen casos como el de Azerbaiyán que cuenta con la mayor población de ancianos centenarios y su apariencia no es ni mucho menos la de un país desarrollado. Otro caso lo constituyen las monarquías del golfo Pérsico (Terragno, 1994, p. 323) que pueden alcanzar estos índices, pero sus habitantes se ven obligados a trabajar en condiciones muy duras para poder subsistir, incluso con temperaturas “oficiosas” por encima de 50 grados.
Por su parte la ONU, con su Índice de Desarrollo Humano, elaboró su catalogación basándose en más criterios, como la existencia de elecciones libres, la calidad de vida, los kWh por persona y año o el número de líneas telefónicas, ahora más en desuso por la irrupción de la telefonía móvil, con el fin de obtener una lista más basada en criterios sociales y cotidianos frente a los más económico de la renta per cápita.
Los distintos indicadores anteriores arrojan diversas listas de países. Pese a que no suelen coincidir en todos los miembros, estas listas marcan ciertas líneas que podríamos ubicar unos cientos de kilómetros más al norte del trópico de Cáncer y unos cientos de kilómetros al sur del trópico de Capricornio. Los países que quedan en el interior de la zona acotada por estas líneas imaginarias serían países subdesarrollados. Sin embargo, como se ha indicado anteriormente y se puede apreciar en el mapa de la ONU, la lista de excepciones es muy larga y muy discutida porque también se incluye como país subdesarrollado a Albania y a lo largo de los ochenta a naciones que han sufrido procesos de «subdesarrollismo» como México o Argentina. Por el contrario, dentro de dichas líneas podrían quedar naciones de las llamadas en su día “emergentes” como Singapur y la provincia o país chino de Taiwán, cuando eran países desarrollados a finales del siglo XX y principios del siglo XXI.

## Historia del término y otras posibles denominaciones

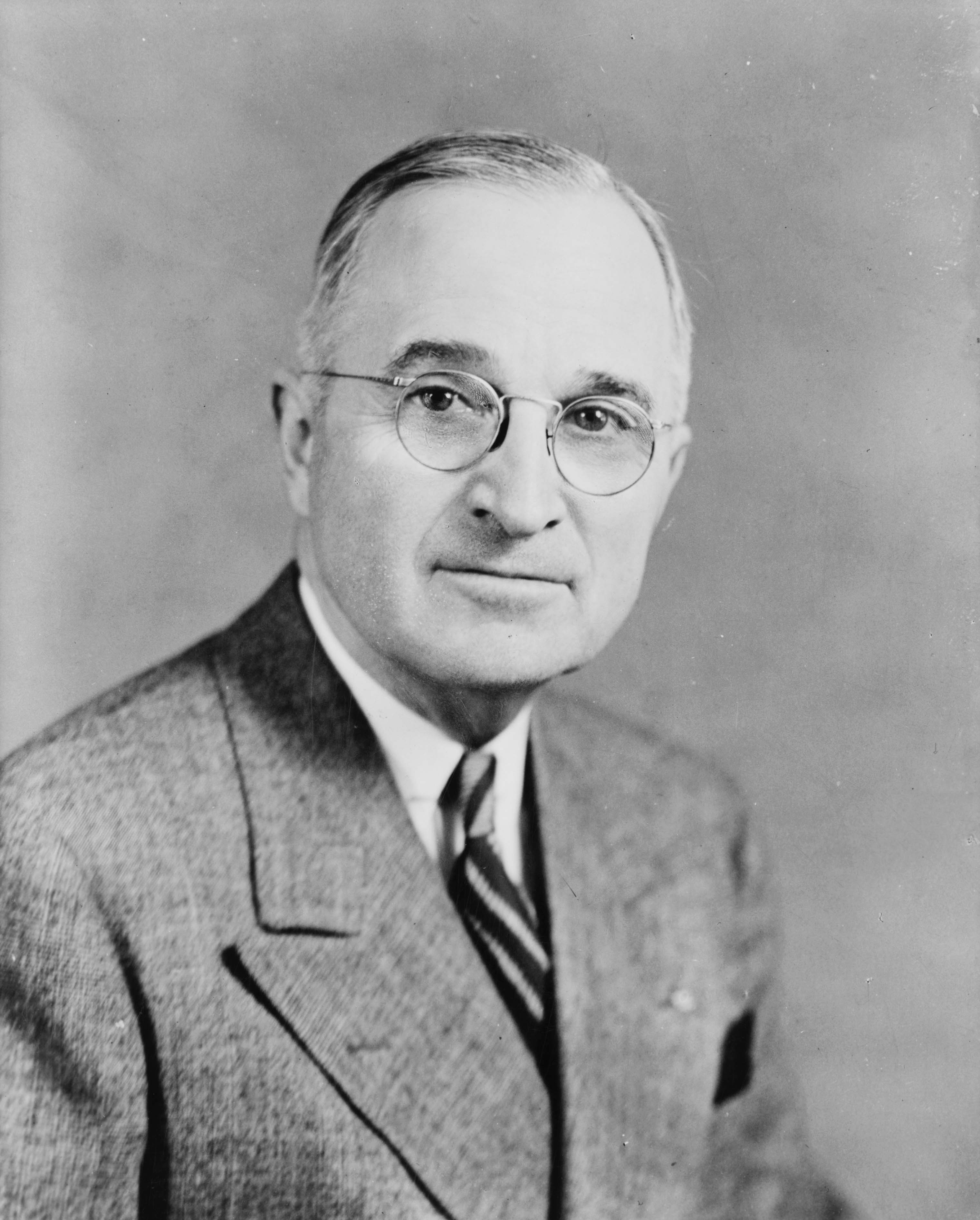
Harry Truman en 1945, a quien se le atribuye pronunciar por primera vez el término "subdesarrollo".

La palabra «subdesarrollo» no es nueva. Nació tras las revoluciones industriales, especialmente la Segunda revolución, cuando se constataba que no todas las naciones lograban dotarse de un sector secundario y seguían dependiendo de la agricultura, pesca y ganadería, principalmente (Reinert, 2002, p. 15). Pero se le atribuye al presidente Harry Truman la primera pronunciación de la misma en un discurso pronunciado en 1949.
La llamada Escuela Inglesa, con economistas como Adam Smith, postulaba que el mercado era relativamente transparente. La división del trabajo permitía el aumento de la riqueza y el mercado lograba la distribución de esa riqueza; así se conseguían crecimientos simétricos. El lugar donde se producían las manufacturas no sería de gran importancia para esta escuela, pues el mercado se ocuparía de redistribuir la riqueza. Sin embargo la observación de los hechos indicaba que la teoría era errónea o incompleta (Reinert, 2002, p. 11).
El hecho de que los distintos mercados no conseguían distribuir más o menos homogéneamente la riqueza fue resaltada por los economistas de la llamada Escuela Alemana. Economistas como Friedrich List, Karl Marx o Joseph Alois Schumpeter indicaron que el lugar de producción de las manufacturas es de gran importancia para el desarrollo, lo mismo que la división del trabajo puede incrementar la producción, pero no por ello la redistribución de lo conseguido con dicho trabajo. Autores como los antes citados hicieron ver la importancia de los bienes de producción para incrementar la riqueza, como el empleo de tornos, fresadoras, troqueladoras. Al mismo tiempo, hicieron hincapié también en el hecho de que los altos precios de estos bienes constituye una barrera para la entrada de nuevos competidores, mejor dicho, las máquinas necesarias para producir esa riqueza, más los conocimientos necesarios para manejar y reparar dichas máquinas, suponen una barrera para cualquier competidor que quisiera entrar a disfrutar de los beneficios que produce el mercado industrial. Al contrario delo postulado por Smith, el mercado industrial se rige por la competencia imperfecta y no por la perfecta (Reinert, 2002, p. 15).
Más aún, la barrera para acceder a la industrialización no concluye con poseer los conocimientos para instalar, manejar y reparar las máquinas industriales. Ninguna revolución industrial puede llevarse a cabo sin una revolución demográfica que permita grandes poblaciones urbanas para manejar y mantener dicha maquinaria. A su vez esta no se dará sin una revolución agraria con la que alimentar a esas poblaciones. A estas debe sumarse la ya esbozada revolución económica, para realizar las ingentes inversiones que necesita toda empresa industrial. La industrialización acarrea un desarrollo de toda la sociedad. De esta forma la Escuela Alemana, al contrario que los postulados de la inglesa, crea modelos asimétricos, donde determinados grupos sociales, regiones y posteriormente países se desarrollan y otros no lo hacen o, al menos, no a la misma velocidad. Es la Escuela Alemana la que comienza a acuñar el concepto de desarrollo y subdesarrollo (Reinert, 2002, p. 11 y 12).
Con el tiempo distintos órganos internacionales, principalmente vinculados a la ONU como el Grupo Banco Mundial, han creado otros términos, para referirse sobre todo a países y no tanto al fenómeno en sí. Pese a compartir causas y características, ninguno de los siguientes apelativos son sinónimo, aun cuando se utilicen como tales en varias ocasiones:
- País menos desarrollado.
- País en vías de desarrollo.
- País emergente.
- País recientemente industrializado.
- BRIC.

## Causas del subdesarrollo
Es necesario remarcar que muchos expertos consideran el subdesarrollo, llamado pobreza en muchas ocasiones, como un fenómeno "acausado" al ser estado natural de cualquier territorio el existir sin vías de comunicación, sin tendido eléctrico, sin suministro de agua... Para estos expertos es el desarrollo el que posee causas.
Según la doctrina de la "Escuela alemana", la causa del subdesarrollo sería la falta de industrialización y, por consiguiente, la industrialización de una sociedad constituiría la solución (Reinert, 2002, p. 15). Pero el paso del tiempo parece indicar que o no es esa la solución o existen muchas otras causas que impiden la industrialización, pues el desarrollo no se consigue por la inmensa mayoría de naciones que lo intentan.
Las causas que pueden provocar y mantener los niveles de subdesarrollo son muchas y no existe acuerdo sobre cual es la más importante. A continuación se recogen una lista lo más larga posible, tratando de organizarla siguiendo un criterio de aceptación, de las menos aceptadas a las más, según los conocimientos disponibles hasta el momento. Pero esta lista no debe tomarse como única y menos aún como definitiva:

### La raza

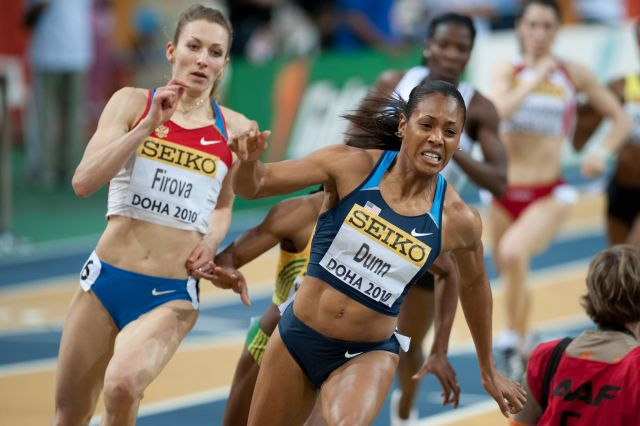
Debbi Dunn en 2010. No hay discrepancias en cuanto a la ventaja de la raza negra en algunas actividades físicas; pero nadie ha podido demostrar que esta raza cuente con una desventaja en inteligencia o eficiencia.

Hasta principios del siglo XX se creía que el desarrollo humano se basaba en cuestiones raciales. Decían los defensores de esta hipótesis, que las diferencias entre poblaciones estaban marcadas por diferencias de raza, considerando unas superiores a otras, o mejor dicho, por considerar que la "raza blanca" era superior a todas las demás. Esta conjetura se apoyaba en la Historia, o cierta parte de la Historia, reforzada por la también hipótesis del darwinismo social (Novikov, 1914, p. 16 y siguientes). Según los defensores de dicha postura, la superioridad económica, bélica e industrial de parte de los países europeos y algunas de sus antiguas colonias, como Estados Unidos o Canadá, descansaba en el origen blanco de su grupo mayoritario. A esto se unía que las naciones europeas habían colonizado y estaban colonizando casi la totalidad de África, parte de Asia y lo habían hecho en el pasado con Oceanía y América.
Es cierto que la evolución humana, como cualquier otra evolución, tiende a adaptar a ciertos individuos para ciertas situaciones. Quizá el ejemplo más visible sea la ventaja que posee la raza negra sobre todas las demás en ciertas disciplinas físicas. Sin embargo, todos los intentos para demostrar una menor inteligencia, eficiencia o laboriosidad de una raza sobre otra han fracasado. La constatación del error aparecieron ya con la guerra ruso-japonesa en el siglo XX (Losada, 2005, p. 46), donde un ejército no blanco derrotaba a otro caucásico.
Otro ejemplo podría ser Bahamas, un país poblado básicamente por negros que poseía en el 2000 unos ingresos per cápita de 15.290 $ frente a los 3.767 $ estimados como promedio en Latinoamérica y el Caribe.
Posteriormente los procesos descolonizadores han demostrado la falsedad de esta teoría. Asimismo, la cultura occidental puede haberse impuesto en América y la mayor parte de Oceanía, Australia y Nueva Zelanda sobre todo; pero no ha sido así en Asia (Arnalte, 2004) ni en África donde sus dirigentes no son descendientes de europeos y en muchos casos no siguen los patrones europeos, como la India.
Sin embargo, no debe concebirse la idea de que esta teoría está desechada por completo. Antes al contrario, bajo una u otra apariencia sigue vigente en muchos países desarrollados y subdesarrollados. No es inusual encontrarse comentarios de personas no especializadas según los cuales si determinado país hispanoamericano es subdesarrollado se debe a contar con dirigentes de sangre indígena; razón por la cual nunca podrá llegar a ser, o volver a ser, una nación próspera y desarrolladas (Mendoza et al., 1997, p. 65 y siguientes). Pero, como se ha dicho, estas afirmaciones pertenecen a la cultura popular, sin trasfondo económico, social o biológico.

### La religión

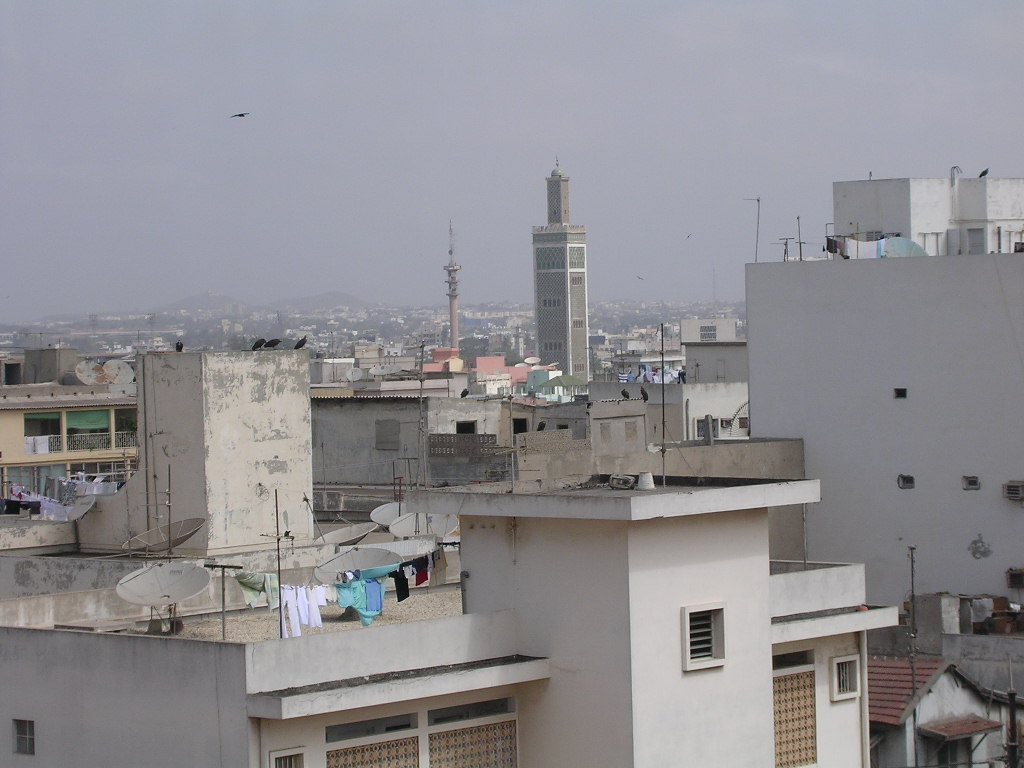
Minarete en Dakar, Senegal. Para algunos autores si en lugar de una mezquita hubiera una iglesia, especialmente luterana, el país podría ser más rico. Para otros eso es Hacer ciencia de una simple coincidencia.

Autores como Max Weber han postulado a la religión, más concretamente las iglesias protestantes, como impulsora de un progreso muy superior a las demás (Weber, 2003). Posteriormente otros escritores como Erich Fromm (2008, p. 81 y siguientes) o César Vidal han difundido más esta hipótesis. Según este punto de vista, las iglesias protestantes se muestran favorables al enriquecimiento individual por dos vías. Una es la calvinista que postula el estatus en esta vida como indicativo de lo que la persona será en la siguiente. La otra es la luterana, según la cual esta doctrina humilla a los hombres frente a Dios y los empuja a la productividad en un esfuerzo por ganar su favor (Fromm, 2008, p. 81 y siguientes). Por una u otra razón se terminan obteniendo naciones más desarrolladas, afirman los defensores de dicha hipótesis. Siguiendo esta línea de pensamiento, las naciones colonizadas por Francia o Bélgica serían naciones subdesarrolladas y las colonizadas por Inglaterra o los Países Bajos serían desarrolladas, ya sea por haber adoptado la fe católica o por haber sido colonizadas por países con dicha fe portadores de un escaso desarrollo. Asimismo, autores protestantes como César Vidal mantienen que la falta de alfabetización para poder leer la Biblia o el respeto a la propiedad privada, marcaron diferencias entre los anglosajones y los españoles. Por último, estudiosos como Roberto Campos o Pablo Quezada han indicado que las naciones iberoamericanas son subdesarrolladas por ser católicas en su mayoría o por haber sido colonizadas por países católicos, por ende, desorganizados y no muy prósperos, consecuencia propia de una moral contrapuesta siempre a la luterana o calvinista (Terragno, 1994, p. 148-151).
En un prisma más amplio se señala el caso del Líbano y sus comunidades cristiana y musulmana. Las dos muy parejas en términos de riqueza, formación y raigambre cuando se produjo la descolonización francesa y sin embargo, unas décadas después, la población cristiana había progresado mucho más que la musulmana (Landis, 2000).
Nuevamente, igual que en las apelaciones a la raza, esta teoría cuenta con muchas objeciones que la acusan de chovinista, autores como Weber son anglosajones y/o protestantes, y de ”hacer ciencia de una simple coincidencia”. Autores como Rodolfo Terragno afirman que los defensores del capitalismo tienen problemas para explicar por qué el mismo modelo triunfa en Suiza y fracasa en Haití y esa es una de las razones por las que acuden a estas teorías:

Él ensaya una explicación enlazada con una teoría tan célebre como probablemente falsa. En "La ética protestante y el espíritu del capitalismo" sostuvo que el éxito de capitalismo anglosajón deriva de la moral calvinista (Terragno, 1994, p. 149).

Siguiendo al autor argentino, de todas las naciones colonizadas por Inglaterra, un centenar aproximadamente, solo cuatro pueden considerarse desarrolladas, a saber: Estados Unidos, Canadá, Australia y Nueva Zelanda (Terragno, 1994, p. 152). Otro tanto puede afirmarse del caso francés con la región de Quebec. También pesa en contra de esta teoría el hecho de que regiones colonizadas por luteranos, como Namibia por los alemanes, Surinam por los holandeses, la Guayana por los británicos o Sudáfrica por estas dos últimas potencias, no se pueden considerar ni mucho menos países desarrollados. Terragno aporta una lista de ocho excolonias de británicas que están entre las más pobres del mundo (Terragno, 1994, p. 152). Asimismo, si la religión fuese determinante, Francia, Bélgica y Austria deberían ser naciones más pobres y atrasadas por su catolicismo. La teoría de la religión tampoco explicaría por sí misma los casos de Corea del Sur, Japón, Singapur o Taiwán.
Quizá la prueba empírica más fuerte contra la teoría de la religión la proporcionó el académico Davi Cantoni, de la Universidad de Harvard. En su artículo The Economic Effects of the Protestant Reformation: Testing the Weber Hypothesis in the German Lands Cantoni siguió la trayectoria de 272 ciudades de habla germana desde 1300 a 1900, con poblaciones mayoritariamente luteranas unas, católicas otras y calvinistas las terceras. Las conclusiones no arrojaron diferencias apreciables (Cantoni, 2010).
No obstante, la influencia de la religión en el desarrollo no puede ser descartada por completo como en el caso de la raza. El ejemplo puesto es la merma de productividad que supone para una economía que su gente pare de trabajar varias veces al día para rezar, como se hace en los países musulmanes. Aunque han de considerarse casos como Dubái, un emirato en la cual la gran mayoría de habitantes son musulmanes, hoy por hoy es una de las poblaciones más ricas y prósperas del globo, siendo un muy cotizado lugar de destino e importante punto de encuentro empresarial internacional. Pero este caso y otros similares se tratarán más adelante, dentro del apartado La investigación y la inversión en tecnología.

### El colonialismo

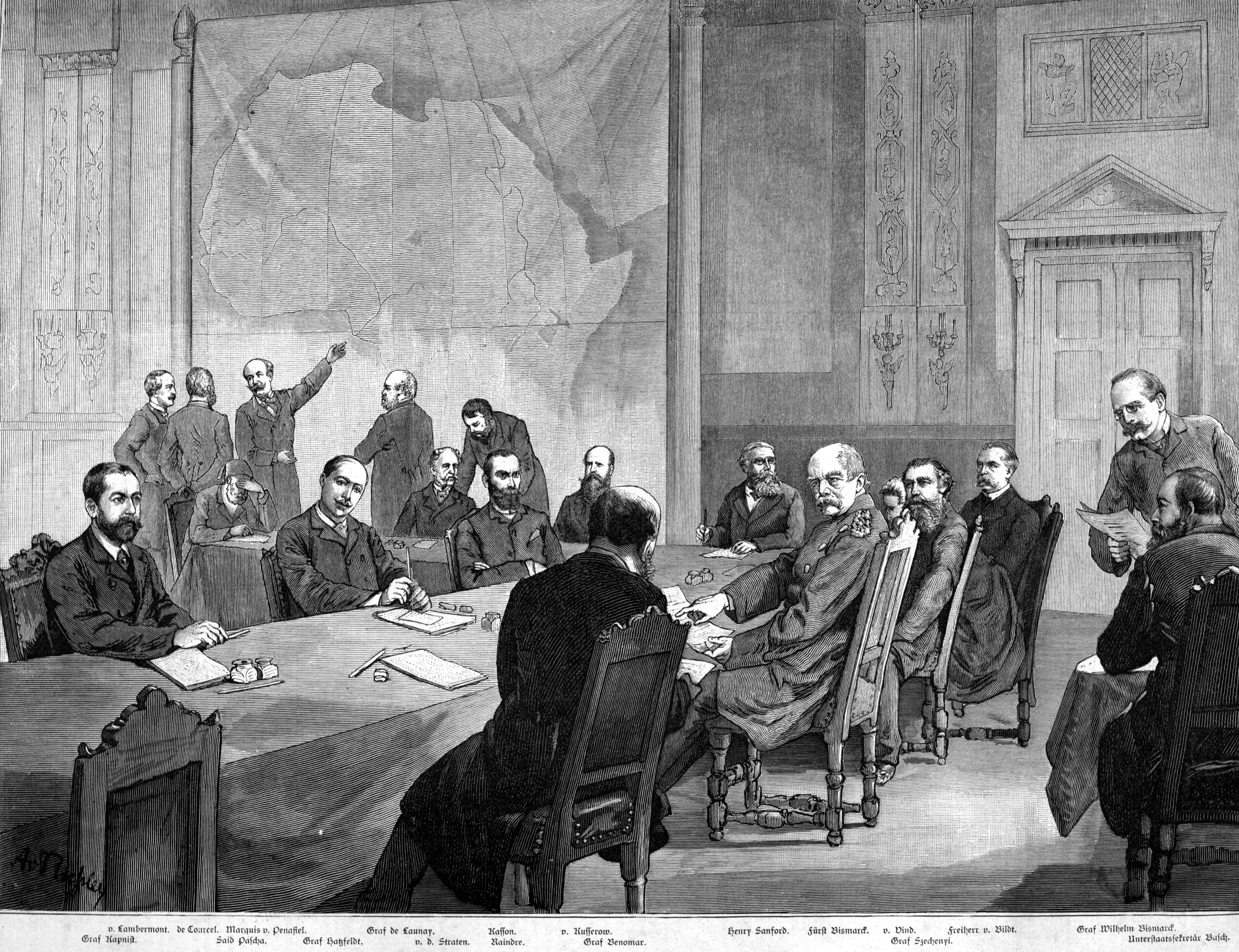
Grabado sobre la Conferencia de Berlín de 1884. El reparto y distribución de los territorios africanos al antojo e interés de las potencias coloniales generó después numerosos problemas.

Ligado a las consecuencias del clima, la diferencia, especialmente tecnológica, entre unas regiones y otras se fue acentuando con el tiempo. A esto contribuyó el aislamiento que provocaron los océanos, los grandes desiertos y las enfermedades. Todos estos elementos impedían un contacto real entre distintas civilizaciones. Cuando aquellos obstáculos pudieron ser superados, las civilizaciones tecnológicamente más avanzadas consiguieron imponerse con cierta facilidad a las demás y utilizarlas para su propio beneficio.
Esta situación llevó en muchos casos al desprecio de los pueblos colonizados, la creación de fronteras totalmente artificiales, separaciones arbitrarias, la potenciación de unas tribus o etnias sobre otras y el escaso o nulo esfuerzo por educar y formarlos en materias económicas y técnicas. Estos motivos acarrearon una dependencia de las metrópolis, especialmente en lo que se refiere a maquinaria, tecnología y personal que las dominara. Esta dependencia acarreo numerosas pérdidas culturales y de identidad, llegando incluso de la propia lengua, sustituida por una europea. Así, uno de cada cinco negros del planeta habla una lengua europea y la mayoría de los países francoparlantes son africanos (Mazrui y Mazrui, 1998).
Otro factor de gran importancia lo constituyeron los cambios de actividad traídos por los colonizadores. En muchos países la base de la sustentación estribaba en la caza, la pesca y la recolección. Con la llegada de los colonizadores la fuente de alimentos pasó a ser la agricultura, quedándose para los colonizadores las mayores y mejores extensiones de tierra, caso de los portugueses en Angola (Andresen, 2001, p. 16 y siguientes). Con la descolonización el problema persistió al pasar esas tierras de los antiguos colonos a los nuevos jerarcas o quedar en manos de criollos.
Como en los casos anteriores, en este apartado tampoco existe consenso. Existen voces afirmando que la colonización en sí no fue la causa del subdesarrollo. La llegada de los occidentales también trajo la fundación de universidades y otros centros formativos, la instalación de infraestructuras como carreteras, ferrocarriles, minas (Andresen, 2001, p. 17), autopistas, hospitales, la creación de fábricas, etc. Como ejemplo se suelen poner a Sudáfrica (Rojo, 1993, p. 62) y Argelia. No debe caerse en el error de pensar que los defensores de estas postura son autores occidentales ocultando sus muchas atrocidades de la época colonial. Así el escritor sirio Osama Kur Ali afirmaba a comienzos del siglo XX:

Aprendimos el tendido de las líneas férreas, a abrir túneles y construir puentes, carreteras, puentes, diques y faros, a excavar pozos artesanos, a alzar casas de muchos pisos, a producir electricidad y tender sus cables, a alumbrar con ella ciudades y aldeas, la circulación de vehículos públicos por las urbes y sus suburbios, a instalar el nuevo correo, la telegrafía y el telégrafo sin hilos, submarino y por radio, la organización de las ciudades y los ayuntamientos, a abrir calles y plazas, a pavimentar los caminos y superar las cuestas, a llevar las aguas limpias por canalizaciones y fuentes, a desecar las zonas pantanosas, a aligerar las epidemias de enfermedades oculares que dejaban ciegas a muchas gentes, tomamos prestadas las bases del ejército, el sistema de buques de vapor, el establecimiento de negociados, el método de recaudación y la administración de pagadurías públicas y de aduanas.

Estas voces aumentaban en fuerza y en número a finales del siglo XX, cuando los movimientos de izquierda y revolucionarios pierden parte de su legitimidad con la caída del comunismo (Caranci, 2006, p. 14-15).
Debe hacerse ver que este revisionismo histórico es calificado por algunos autores, caso de Carlo Caranci (2006, p. 14), como puro revanchismo sin fondo de datos que lo sustente y que en su análisis no tiene en cuenta hechos del tipo:
- El exterminio de más del 90% de los indígenas norteamericanos y aborígenes australianos.
- La eliminación de casi el 40% de la población de Gabón por los franceses.
- La muerte del 33% de los libios por los italianos.
- La eliminación por hambre, trabajo o ejecución del 20% de los congoleños por los belgas.
- Los trabajos forzados llevados a cabo por los neerlandeses hacia los indonesios.
- La aculturación llevada a cabo por españoles y portugueses en América Latina.
- Los millones de muertos en la India bajo el dominio británico.
- El régimen del apartheid sudafricano.

### La actuación de las naciones más ricas

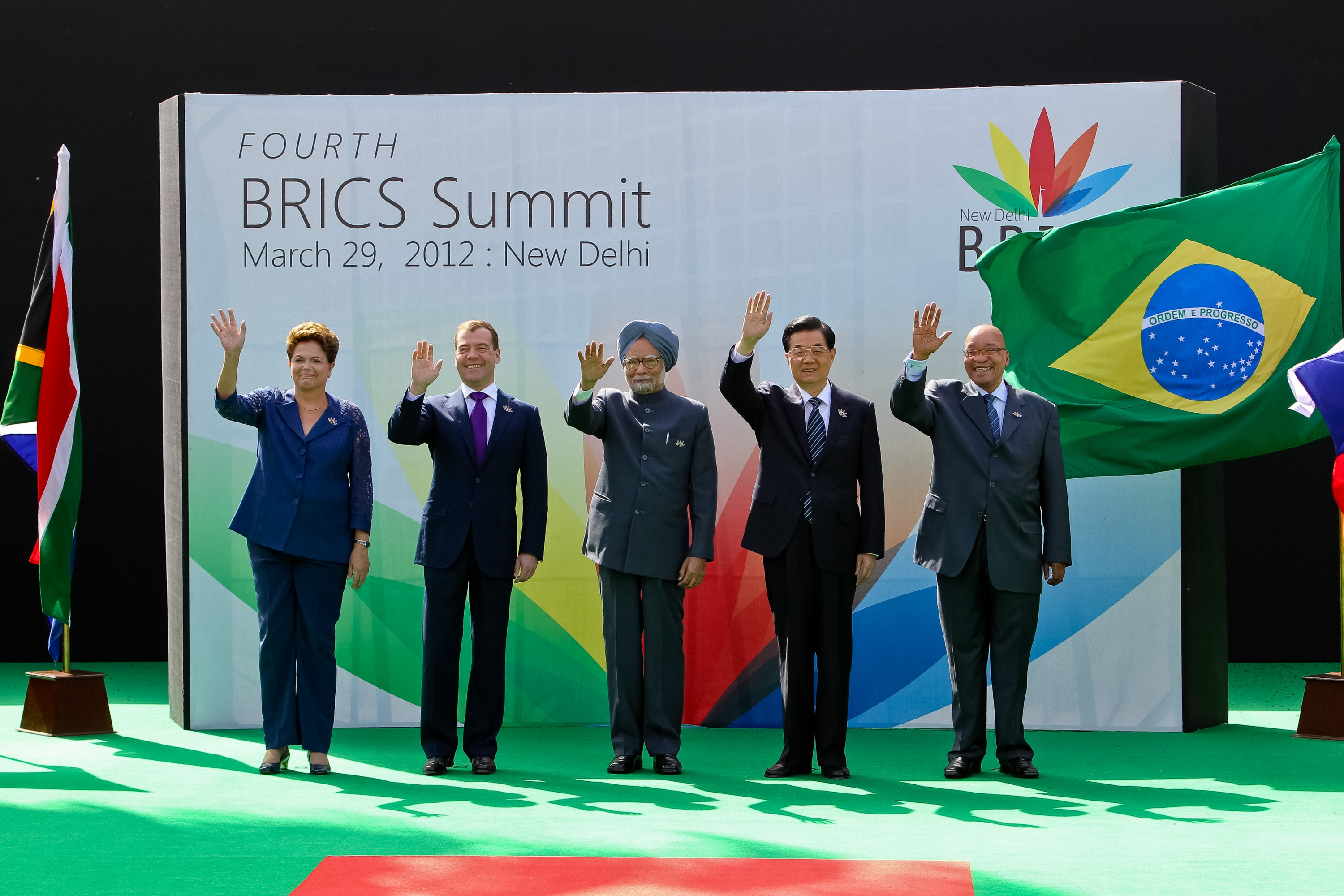
Cumbre de los BRICS en Nueva Delhi, 2012. En el la explotación de las naciones más pobres no la realizan solo los países desarrollados.

Como se ha dicho al principio, en muchos casos parece que el subdesarrollo no se supera y se achaca buena parte de la culpa a las naciones desarrolladas. Culpa que se ha extendido a principios del siglo XXI a las naciones emergentes como Brasil, India y especialmente China (González, 2012).
Lo pernicioso de las naciones más ricas se aprecia en varios campos. Se ha puesto como ejemplo la baja de los precios de las materias primas exportadas por naciones tropicales frente a la subida de los productos elaborados por países industrializados. Bien es verdad que los precios de las materias primas fluctúan a la baja y también al alza (Fondo Monetario Internacional, 2010, p. 33).
Otro caso muy repetido lo constituyen los intereses de la deuda externa contraída por muchas naciones durante la década de los setenta. Dichos intereses en ocasiones hacen imposible refinanciar la deuda (CEPAL, 2010, p. 102). Incluso el hecho de que décadas después muchos países más ricos sigan prestando dinero, aún a sabiendas de que lo disfrutaran personas diferentes a los que después deben pagar el préstamo y que dichos préstamos y sus intereses agobiarán al país en un esfuerzo enorme para devolverlos. Los solicitados por el argentino Carlos Menem después contribuirían a engordar la crisis conocida como el corralito.
Un aspecto más sobre las trabas puestas de las naciones más ricas a las más pobres lo da RodolfoTerragno (1994) en su libro El Nuevo Modelo. La financiación de cultivos en países como España, Noruega o Francia lleva a producir excedentes de alimentos, regalados después como ayuda humanitaria o vendidos en el mercado internacional a muy bajo precio. Ambas actuaciones llevan a la quiebra de otras explotaciones o a la incapacidad de competir en mercados los cuales, de otro modo, serían fácilmente dominados por esas agriculturas poco competitivas que producen cosechas de más calidad o más cantidad o ambas al tiempo .
Los frenos para que otros pueblos no se desarrollen los pueden poner también las empresas y de los propios habitantes de las naciones desarrolladas que son sus clientes. Un ejemplo puede verse en el cultivo del algodón. Países como Uzbekistán se han dotado de legislaciones muy laxas y toleran en la contratación de niños para cosechar dicha planta y venderlas a empresas multinacionales. Estas multinacionales europeas, estadounidenses o chinas pagan el kilo de esta fibra a más de dos euros, cuando al trabajador se le abonan unos tres céntimos (OCU, 2008, p. 25-27). Así, muchos niños deben abandonar los estudios para recoger cosechas, perdiendo la capacidad de formarse, además de debilitar su salud al estar en contacto con distintos tipos de biocidas. En esta misma línea se indica que el precio de la prenda de algodón no tiene porque ser garantía de un mejor comportamiento ético en la compra de la materia prima, de esta manera las marcas más caras, caso de Diésel o Lacoste, son las que menos o ninguna garantía ofrecen. Por el contrario, las más baratas, como H&M, eran las que más compromisos éticos reunían (OCU, 2008, p. 26-27). Bien es verdad que las prácticas de subcontratar empleados sin garantías laborales resulta mucho más común en las multinacionales procedentes de naciones BRIC, especialmente las chinas que han vivido protestas de sus trabajadores acusándolos de vivir con ellas peor que durante los tiempos coloniales, como ha denunciado Gerardo González Calvo y otros africanistas (González, 2012).
Pese a todos los campos explicados anteriormente, quizá el más hiriente resulta el empleo de la fuerza directa o indirecta para imponer en un determinado país tal o cual régimen. Unido al punto anterior, se le acusa especialmente a Francia de haber descolonizado África dividiendo su anterior territorio en varios países pequeños, en lugar de dos o incluso uno mucho más grande, más poderoso y por tanto más independiente de su ex metrópoli (Nerín, 2009, p. 46). Posteriormente, cuando alguno de los nuevos países ha deseado separarse de la tutela gala suelen aparecer guerrillas que ponen en jaque a dicho gobierno y le obligan a volver bajo la tutela francesa, así sucedió en Costa de Marfil o el Chad, en palabras de Gerardo González Calvo. En otras ocasiones es el propio dirigente quien termina derrocado y sustituido por personas más próximas a las tesis del país que desea controlarlo. Este derrocamiento puede ser indirecto, como sufrió Joseph Kasa-Vubu del Congo con el golpe de Mobutu Sese Seko, o directamente, como hicieron los soviéticos con Hafizullah Amín tras la invasión de Afganistán. En no pocas ocasiones se ha calificado a los movimientos insurgentes como peones en un juego más amplio, "burkas" a las órdenes de otra nación o incluso títeres bajo el dictado de una determinada potencia (Tenaille, 1980, p. 45). Sin embargo, a principios del siglo XXI han tomado fuerza las posturas de otros autores como Piero Gleijeses, para quienes muchos de los movimientos insurgentes utilizaron las rivalidades entre potencias para sus propios fines. Así, Henry Kissinger autorizó el entrenamiento y envío armar al FNLA y la UNITA en Angola tras la derrota y por la derrota en Vietnam (Stockwell, 1978, p. 43). Por su parte, la URSS también envió masivamente asesores y armamento al MPLA de Angola presionada en parte por el apoyo que China daba al FNLA, movimiento en principio prooccidental (Andresen, 2001, p. 175). En determinadas ocasiones, cuando el apoyo interno no se consigue o este falla, se recurre al reclutamiento de mercenarios para tratar de concluir el derrocamiento (Stockwell, 1978, p. 240). Pero quitando estos casos de intervención explícita, no existe consenso respecto a si la participación de otras naciones tiene un efecto creador en la insurgencia o simplemente multiplicador de una realidad existente.

### La deuda externa
Es necesario remontarse a finales de la Segunda Guerra Mundial para encontrar los primeros orígenes de la deuda externa. Toda Europa está destrozada y famélica tras la Contienda y Estados Unidos consideraba que podía perder varios aliados si no se suministraban fondos para cubrir la reconstrucción y las necesidades más básicas. El general George Marshall confeccionó un plan para prestar 13 000 millones de dólares de la época a un interés del 1 % para la compra de alimentos, maquinaria y otras necesidades. Desde julio de 1947 aquel programa sería conocido como Plan Marshall y constituyó un éxito notable por su empuje decisivo a la reconstrucción europea (Moyo,  2009, p. 35).
Al éxito del Plan se le sumó una prosperidad económica inusualmente larga, desde los años 1950 hasta principios de los 1970. Estos años de bonanza parecían indicar que se había encontrado la fórmula del capitalismo en continuo crecimiento. En este contexto el recién creado Banco Mundial, el Fondo Monetario Internacional y la banca privada comenzaron a conceder grandes préstamos con muy pocas garantías de devolución, las cuales no se consideraban necesarias por la coyuntura económica, el precedente europeo y las mejoras económicas constatadas en Corea del Sur, Singapur y la isla de Formosa, las cuales comenzaban a desarrollarse rápidamente. De esta forma los prestamistas y prestatarios olvidaban o minimizaban los problemas que supondría la devolución de grandes cantidades de capital, según Marc Raffinot (1994, p. 40). Asimismo también se pasó por alto que lo prestado por Estados Unidos a Europa Occidental fue una ayuda para la reconstrucción, no para el desarrollo (Moyo, 2009, p. 36). Pese a todo, sí se pidió un aval, el del propio pueblo solicitante, conocido como Riesgo País. Un aval como ese resultó muy atractivo durante varias décadas (Raffinot, 1994, p. 43) y los fondos se entregaban a empresas privadas, muchas creadas para tal fin, para financiar las inversiones en maquinaria, compra de suministros, contratación de personal y otras necesidades que tenían o decían necesitar; pero la deuda la asumiría el país en caso de impago. En muchas naciones, como las iberoamericanos, este proceso creó toda un fenómeno conocida como la plata dulce (Terragno, 1994, p. 175).
Por desgracia para los pueblos avalistas, la corrupción solía y suele ser muy alta, se carecía y carece de instituciones fuertes que disuadieran de malas prácticas y muchos países no contaban con estabilidad política y social (Moyo, 2009, p. 35). Como consecuencia, buena parte de los préstamos fueron sacados de los países y llevado a cuentas en extranjeras. Se calcula que de Brasil salió algo menos del 20% de sus préstamos; pero naciones como Venezuela o Argentina desviaron más del 90%. De esta forma la década de los ochenta del siglo XX se dedicó casi por entero a pagar una deuda y sus correspondientes intereses con los que se había construido muy poco. A esa época se la conoce como la década perdida, pues en ella poco se avanzó en el desarrollo y al mismo tiempo creó una considerable crisis de deuda que volvió más exigentes a la banca pública y privada (Raffinot, 1994, p. 40 y 42). Estas mayores exigencias crearon un problema de refinanciación, pues al solicitar más préstamos o créditos para saldar los que vencerían pronto los prestatarios exigían más intereses.
En numerosas ocasiones, políticos, intelectuales y ONG reclaman la condonación de esta deuda por considerarla imposible de pagar, retardar del progreso o, incluso, impedir el desarrollo de las naciones endeudadas. Sin embargo, y remarcando el carácter sumamente controvertido del subdesarrollo, la posibilidad de condonar dicha deuda es rechazada por las naciones o entidades prestatarias, debe recordarse que la mayor parte del dinero prestado fue concedido por entidades privada. Asimismo, autores comprometidos con el desarrollo, caso de Donato (Ndongo, 2007, p. 94), indican otra solución más rápida y sencilla para saldar dichas deudas: que la pagaran los líderes de esos países de su propio bolsillo, cada uno la del suyo; porque, continua el autor, podrían hacerlo en un solo día y aún les sobraría dinero.

### La corrupción
Dambiso Moyo (2009, p. 25%) indica cómo la corrupción extrae buena parte de la ayuda internacional destinada para cuestiones como infraestructuras o educación, y la gasta en bienes totalmente improductivos, artículos de lujo, automóviles deportivos o cuentas bancarias extranjeros. De esta forma las aportaciones de naciones ricas a través de ayuda para el desarrollo, créditos o préstamos con condiciones ventajosas, les son devueltos rápidamente y con intereses en forma de ingresos para sus empresas de lujo o para sus entidades bancarias. Como dijo el diplomático del Reino Unido sir Edward Clay, las naciones subdesarrolladas "comen como un glotón para vomitarlo sobre los pies de los donantes extranjeros". Según Transparencia Internacional en 2014 las naciones con más corrupción percibida coincidían con las más subdesarrolladas, caso de Somalia, Corea del Norte o ambos Sudanés. Por su parte, naciones más prósperas en comparación con sus vecinos, como Chile o Botsuana, mostraban una percepción menor de la corrupción.
La corrupción, prosigue la autora, sustrae muchos recursos a los emprendedores de esas naciones, dinero que podía emplearse en mejorar sus negocios, obtener más beneficios y aportar más puestos de trabajo. No solo es la corrupción gubernamental, también la clase política en general, la Justicia y sobre todo las fuerzas de seguridad son actores de primer orden en esa lacra. Pero académicos como Ian Vásquez sostienen que no es algo exclusivo de África.  En muchos países policías y expolicías forman bandas para extorsionar a empresarios y otros ciudadanos a cambio de "seguridad" o realizan ellos mismos secuestros y asesinatos.
Por su parte Howell y Pearce (2001, p. 123) apuntan otro efecto provocado por la corrupción: la escasa solidaridad que promueve en el pueblo. Esto reduce el asociacionismo entre los habitantes del país y sin ellas es más difícil el control de los distintos poderes de cada estado, lo que se ha considerado como algo inherente a las raíces del desarrollo. Asimismo, suele ser habitual que cale la idea de que la corrupción generalizada e impune es algo inevitable, por lo que no resultaría lógico ni práctico luchar contra ella. Esta sensación de incapacidad genera más desidia y esta permite más corrupción, entrando en un círculo vicios. Así se pueden llegar a escuchar en discursos públicos frases como “robad de forma inteligente, poco a poco” en el antiguo Zaire (Meredith, 2011, p. 368) o “el extravío de algunos dineros” destinados a ayuda humanitaria en Argentina. Siguiendo esta misma línea, existe la postura de que en muchos países, especialmente de África donde no existen las libertades de expresión ni de publicación ni tampoco un poder judicial independiente, la corrupción no es que sea el mejor camino para vivir, es que es el único camino, como sucedió en el Zaire de Mobutu Semeseko (Meredith, 2011, p. 368). Pero este abuso de poder no suele quedarse en el robo de impuestos o las exigencias de trámites. Generalmente viene acompañado de violaciones de derechos humanos como matanzas, desapariciones, torturas generalizadas e incluso secuestro de familiares enteras. Abusos también perpetrados por entidades no gubernamentales, caso de mafias o grupos criminales, ante un poder ejecutivo o judicial inactivo. Este es un capítulo supone un lastre muy grande para el desarrollo de muchos países. y ha sido denunciado por Amnistía Internacional (1990) en multitud países.

### La falta de libertades y seguridad personal
Augusto Zamora (2008) indica que una de las causas principales del subdesarrollo latinoamericano fueron, por una parte, las oligarquías de aquellos países y su empeño por retener el poder de múltiples formas, lo que terminó implantando la falta de una sociedad civil formada por ciudadanos que se fíen unos de otros. La segunda causa se debió a la inseguridad vivida en todo el subcontinente desde la independencia de España y Portugal. Con guerras civiles y entre estados, incluyendo algunas de las más sangrientas de la Historia, que detuvieron la inmigración europea a dichos países, una inmigración que aportó a Estados Unidos Canadá los conocimientos y las técnicas desarrolladas en Europa durante la Primera revolución industrial.
Investigadores como Ian Vásquez constata cómo la libertad económica está directamente relacionada con el desarrollo. Menciona el caso de Zimbabue, una nación con abundantes infraestructuras, buen sistema sanitario, eficientes ranchos productores de carne, buenas plantaciones cerealísticas y relativamente rica según cánones africanos, que ha pasado en menos de 20 años a un estado fallido, sufriendo una inflación de miles de puntos anuales, epidemias y un éxodo masivo. De esta manera, en palabras de Moorcraft y McLaughlin (2008, p. 193) los zimbabueses "cambiaron una élite eficiente y racista [contra los negros] por otra racista [contra los blancos] pero ineficiente". La falta de libertad económica también desemboca tarde o temprano en una inseguridad jurídica para las empresas extranjeras que podían invertir en el país, lo que se denomina también riesgo político. El autor recoge 43 indicadores en cinco áreas y comprueba la evolución de naciones como El Salvador, y especialmente Chile que ocupaba el número 69 con Salvador Allende y la expropiación de la ITT (Brigham y Houston, 2005, p. 745), y pasó al puesto once, constituyendo una historia de éxito económico. Sin embargo, naciones como la Argentina de Cristina Fernández de Kirchner o Venezuela experimentan una reducción progresiva de su libertad económica y también de su riqueza.
DanvinoMoyo (2009) e Ian Vásquez coinciden en la importancia de reducir el tamaño del estado y, con él, los requisitos para registrar la propiedad privada, abrir negocios y otras actividades económicas, lo que se conoce como entrar en el sector formal. El no poder acceder al sector formal hace a las pequeñas empresas y empresarios menos eficientes por no poder acceder a créditos, peligrar sus pequeñas inversiones, sufrir multas, etc. Los trámites administrativos pueden aumentar en número para satisfacer las demandas económicas de los funcionarios que los administran y, aunque no fuese necesario sobornar al funcionario, también demoran el tiempo para obtener los permisos exigidos. Según el Grupo Banco Mundial, en algunos de los peores países conseguir un permiso de construcción o abrir un negocio puede llevar más de cien días. A su vez estas prácticas hacen que muchos emprendedores decidan comenzar su actividad sin todos los permisos necesarios, lo que crea inseguridad jurídica y los hace más vulnerables a los chantajes administrativos si logran cierto éxito. Paradójicamente, algunas de las más grandes fortunas del mundo están en manos de ciudadanos provenientes de países subdesarrollados que las han conseguido por su ingenio y laboriosidad, pero también por la gran permisividad de sus sistemas fiscales y/o judiciales.
Otro campo de responsabilidad gubernamental se encuadra no en las acciones sino en las inacciones de los gobernantes que permite a organizaciones como los carteles de la droga prosperar, cometiendo hasta 23 tipos diferentes de delitos (tráfico de armas, extorsión, tráfico de seres humanos...) de los que la venta de estupefacientes y el consiguiente blanqueo de dinero solo son dos de ellos. Expertos en seguridad y derechos humanos como Edgardo Buscaglia mantiene que muchos gobiernos, subdesarrollados o no, rehúsan luchar contundentemente contra el crimen organizado y permiten que estos 23 tipos de delitos continúen más o menos impunes hasta que las acciones de dichos grupos afectan directamente a la élite política y social, como sucedió en Colombia en la matanza de la mitad de la Corte Suprema o la voladura del Club del Nogal en Bogotá. Este desapego de los dirigentes por los delitos cometidos contra su propio pueblo hasta que les afecte a ellos aumenta más la desconfianza social.

### Los propios pueblos subdesarrollados
Pese a darse más en unos países que en otros, también suele apreciarse la falta de una conciencia nacional fuerte (Ndongo, 2007, p. 90) con casos como el tribalismo en África. Alí A Mazrui apunta también la escasa planificación y con ella los deseos de trabajar para pasar el momento presente en lugar de para asegurar un futuro. Todos ellos, en sus distintos grados, son factores que llevan al poco aprovechamiento de los recursos humanos y naturales, generalmente muy abundantes.
Como ejemplo de la primera actitud, la sumisión a la norma de hecho y no de derecho, puede mencionarse la “desaparición” de opositores. Pese a ser una práctica que se extendió durante los regímenes dictatoriales en países como Argentina, Chile, Perú, Colombia o Uruguay (Amnistía Internacional, 1979), no acarrea una reacción proporcional entre los amigos, vecinos, compañeros de clase o del trabajo de las personas desaparecida, salvo algunas excepciones como las Madres de Plaza de Mayo en Buenos Aires. El resultado es la implantación de un sentimiento generalizado sobre la tolerancia con esas prácticas. Esa aceptación tácita por parte de los ciudadanos de los abusos cometidos por sus gobiernos permite que las injusticias sociales se perpetúen, si es necesario por la fuerza, y con ellas la incapacidad de progresar, entre otros motivos por la merma en la capacidad emprendedora ante un sistema legal y jurídico arbitrario y que retrae tiempo y recursos en forma de corrupción en el mejor de los casos, cuando no en inseguridad jurídica. Así a principios del siglo XXI se comprobaba que, pese al gran crecimiento del producto interior bruto de los países Hispanoamericanos, la situación de los ciudadanos no mejoraba, con algunas excepciones.
Otra faceta, dentro de la idiosincrasia de los pueblos subdesarrollados, es la desconfianza existente en sociedades compuestas por etnias diferentes, como sería la descendiente de europeos por una parte y la indígena por otra. Esta desconfianza se aprecia en lo exiguo de la sociedad civil que, por tanto, solo ejerce una pequeñas y poco influyente presión sobre los poderes del Estado (ejecutivo, legislativo y judicial), pese a existir excepciones como las citadas Madres de la plaza de mayo. A esta desconfianza entre etnias suele añadirse la desconfianza de nos ciudadanos con otros ya citada en el punto anterior. Por el contrario, en naciones donde la población indígena ha quedado muy reducida o incluso viven en reservas o territorios aborígenes sí se ha logrado el desarrollo. Es el caso de las cuatro excepciones citadas en la Religión; tanto Estados Unidos como Canadá, Australia y Nueva Zelanda están gobernadas y pobladas en una gran mayoría por cristianos, con distintas iglesias, y descendientes de europeos; otro tanto se puede mencionar de Israel, donde la mayoría de la población es de origen europeo, pese a existir un considerable población negra, y practican mayoritariamente la misma religión.
Generalmente estos factores suelen tratarse en el último lugar, como en este caso, y por tanto como los menos importantes. Pero a principios del siglo XXI ya las posturas que defendían la inclusión de esta causa han crecido hasta acompañar a cualquier informe sobre el fenómeno del subdesarrollo que tratara de ser exhaustivo, hasta el punto de constituir las razones más importantes de porqué el subdesarrollo existe y porque no se supera, en opinión de autores como Moyo. Un ejemplo para ilustrar este punto puede ser el empleo realizado por determinadas naciones con sus recursos naturales. Noruega ha obtenido beneficios de sus explotaciones petrolíferas y ha creado un fondo para financiar pensiones futuras. Sin embargo, Senegal, con unas capacidades parecidas aunque no iguales, cuenta con una deuda externa considerable y ha vivido una guerra en la región de la Casamance por la distribución del mismo recursos, entre otras causas.

### El clima

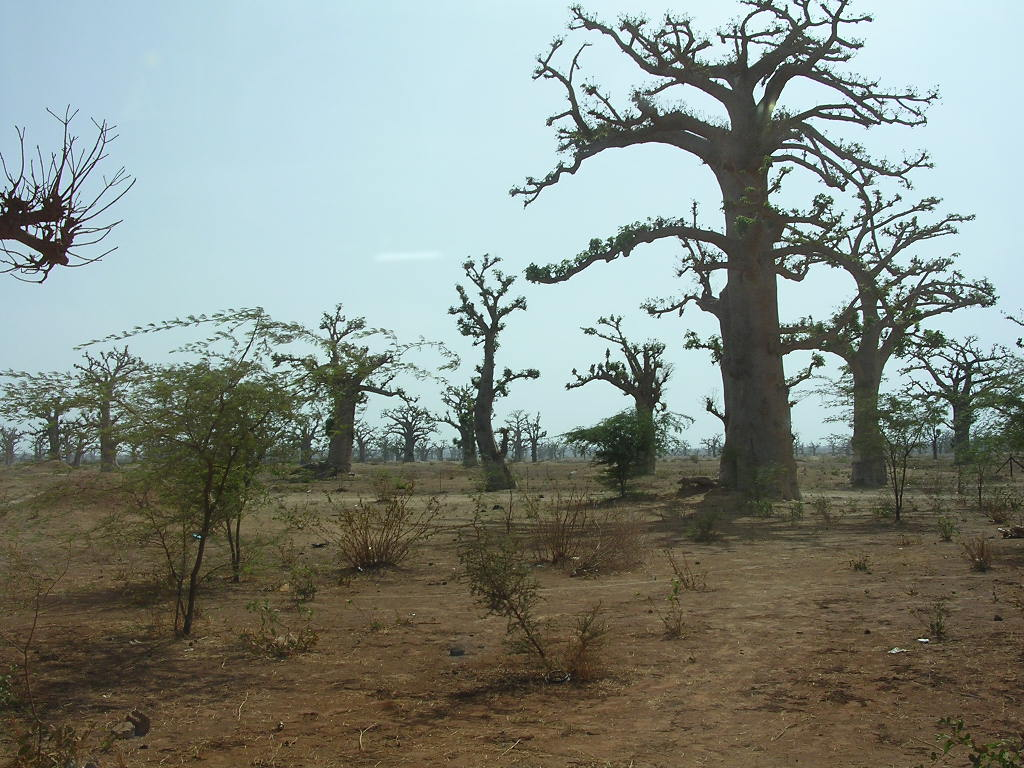
La excesiva sequedad, ya sea por frío o por calor, no favorecen el desarrollo.

A diferencia de las anteriores, pocas discrepancias existen respecto a esta causa, cuestión diferente sería los distintos grados de su influencia. El africano Alí A Mazrui ha postulado la importancia del clima, unido a la riqueza de recursos que suele acarrear, como primera causa del subdesarrollo. Según el autor keniano, la abundancia de alimentos en las zonas tropicales y ecuatoriales del planeta Tierra, lo innecesario del abrigo o el refugio frente al frío y la facilidad de construir nuevas chozas en poco tiempo, constituyen un freno para desarrollar el ingenio en un ambiente donde no es necesario realmente. Este autor afirmaba que de niño iba siempre descalzo y nunca necesitó investigar ni fabricar algo parecido al calzado, como sí resulta imprescindible en climas templados.
Según el autor africano, la opulencia de recursos alimenticios que ofrecen lugares como el África tropical genera otra debilidad a las sociedades que viven en ellos: la falta de planificación. Al contrario que en otras latitudes, donde aparecen épocas de hambres catastróficas, en zonas tropicales no es necesaria la organización social para el reparto de tareas, razón por la cual, continúa Mazrui, la mayor parte de las poblaciones africanas no se organizaron en estados y naciones hasta la llegada del colonialismo. Pese a la constatación arqueológica de que algunas sociedades tropicales, como los mayas, parecen haber alcanzado cierto grado de desarrollo, sobre todo en el ámbito arquitectónico. Aún con esas excepciones, es opinión casi unánime que un clima estable y generoso en recursos es un freno al avance material de una cultura.
Asimismo, la poca necesidad de vestido y calzado privan a esos pueblos de una de las primeras industrias. La industrialización es un proceso largo, debido a su gran complejidad, y la mayoría de las zonas ahora industrializadas comenzaron por industrias poco desarrolladas, con telares mecánicos, para ir mejorándolos progresivamente, muchas veces empleando aranceles (Reinert, 2002, p. 13). En lugares donde la ropa y el calzado son poco necesarios este primer paso no se da.
Pese a todo, se reconoce que los extremos también son perjudiciales, caso de las zonas árticas.

## Nuevo enfoque del subdesarrollo como enfermedad social, independientemente de sus síntomas económicos, tecnológicos, etc.
Otra de las razones por las que el fenómeno del subdesarrollo parece ser perpetuo, reside en la organización y no en otras capacidades de los propios pueblos que los sufren. 
Se aprecian actitudes comunes, como la aceptación de las normas de vida imperantes, como asesinatos, desapariciones, corrupción... 
Asombra la tolerancia de dichos pueblos hacia esas actitudes hasta niveles extremos insospechados, sin protestas.
Por esta razón recurren repentinamente a la violencia civil, en lugar de poder organizarse en una protesta continua y moderada; como también existe la actitud de delegar dichos problemas en las naciones desarrolladas, lo que se ha resumido en la frase "somos pobres, la culpa es de ellos" (Mendoza et al., 1997). 
Por su parte autores como el argentino Luis Fernando Massa también han sostenido, en el libro Yo no quiero ser un subdesarrollado, que las actitudes y concepciones o preconcepciones de los pueblos subdesarrollados constituyen un freno para superar la situación, hasta el punto de convertirse en una enfermedad social (Massa, 2013).
El cambio que propone el autor es una visión conceptual y diamentralmente diferente del entendeimiento del subdesarrollo, afirmando que los fenómenos con los que se definen en la actualidad la situación de "sociedad subdesarrollada" corresponden solamente a los síntomas de una enfermedad que se constituye en la incapacidad de una sociedad de tener un objetivo común.
Concretamente, el subdesarrollo no surge como consecuencia de la falta de tecnología, de la pobreza, del nivel sociocultural, ni de otros elementos que se le asignan a esta situación social, sino que estos elementos constituyen solamente un síntoma de una enfermedad social, que es la falta de un objetivo común y nada más que eso. 
La falta de este objetivo común no permite que la sociedad evolucione en un sentido de unidad de fuerzas individuales, sino que por el contrario se unan entre sí por fuerzas opuestas y es entonces que se produce la imposibilidad del desarrollo tecnológico, económico y entre otras variables, el aumento de la corrupción que se aprovecha de la falta de unón de los "socios" de dicha sociedad.
Si profundizamos en este concepto veremos la situación con tanta claridad y podremos interpretar entonces como el aporte de tecnología, de economía y de otros valores, solamente aportan a que aumente la fuerza que se mantiene en sentido contrario y por lo tanto aumenta el poder destructivo de la sociedad.
El autor finaliza con un concepto sencillo
"Si cuatro personas empujan un coche en un sentido, este se moverá, en cambio si lo empujan 20 personas aún más fuertes y poderosas, pero en sentidos contrarios, indefectiblemente destruirán el coche"
Todo aporte económico, tecnológico, cultural, etc. que se realice a una sociedad subdesarrollada, que no incluya por sobre todo un objetivo común, lo único que logra es acelerar su propia autodestrucción.
Y finaliza con
"La mayoría, sino todos los países desarrollados, pueden entenderse desde la perspectiva de la aplicación del concepto de fuerza bruta organizada, ya que es la organización para el objetivo comun, lo que marca el concepto de país desarrollado, ya que ser un país desarrollado, no significa bajo ningún concpeto que sus valores sean los adecuados para la humanidad."

## Efectos negativos

### Hambrunas

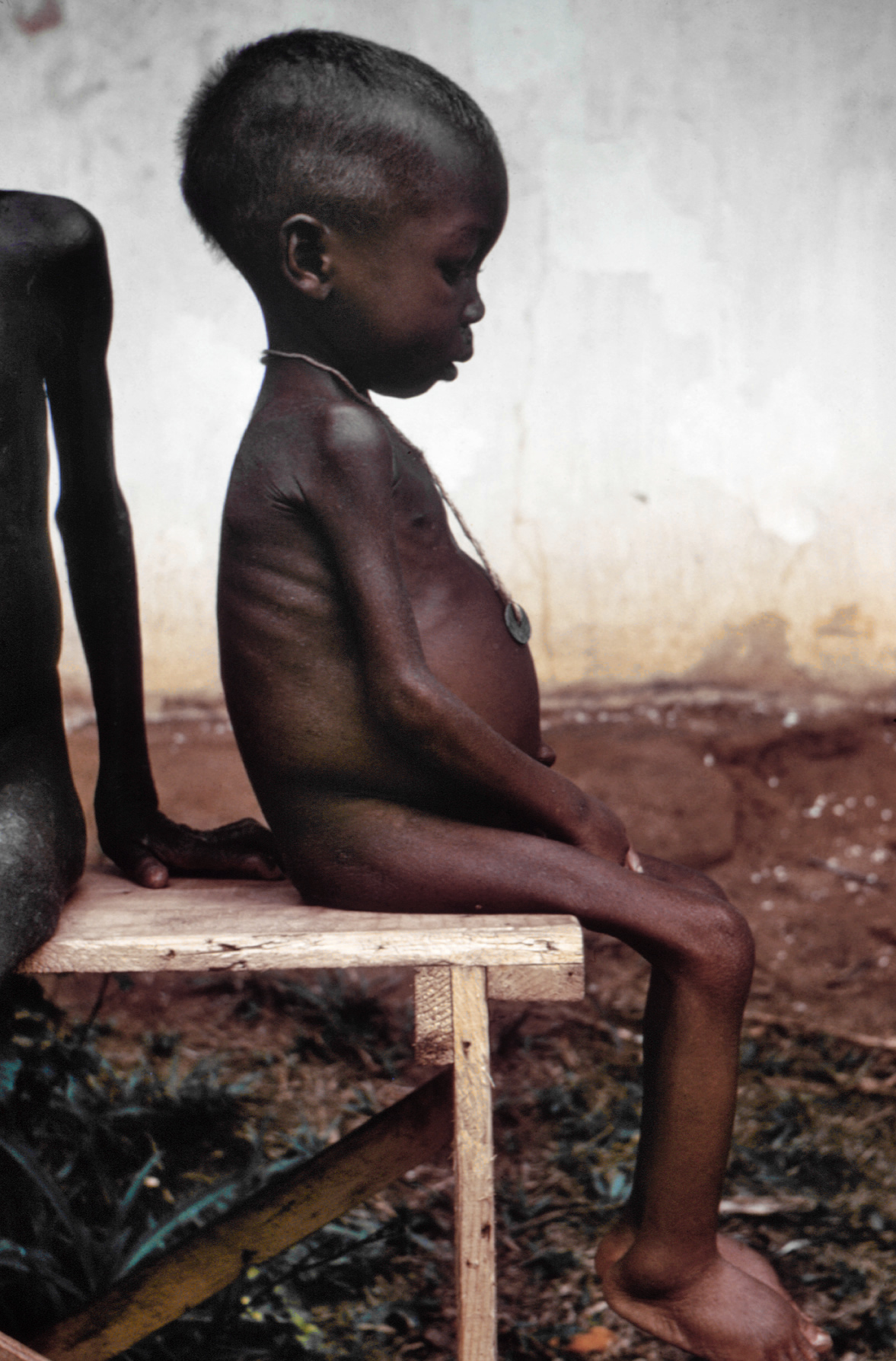
Niña desnutrida en Biafra. Al contrario de lo que se piensa, las causas de las hambrunas no suele ser la falta de alimentos.

Los resultados de las hambrunas suelen ser muy espectaculares con imágenes como cuerpos famélicos, niños con grandes estómagos llenos de aire, adultos tumbados y cubiertos de moscas sin fuerza para espantarlas. Sin embargo, las muertes por hambre no suelen ser tan numerosas como su repercusión en los medios de comunicación nos haría pensar. Grandes hambrunas pueden acaecer en Níger, determinadas zonas del Cuerno de África y otras áreas azotadas por la desertización, pero no son un fenómeno generalizado en el Planeta. Otra cuestión diferente que puede llevar a confusión es la malnutrición, por una dieta desequilibrada debido a carencias crónicas de determinados alimentos. Esto es una consecuencia de la Revolución agrícola y no del subdesarrollo necesariamente, porque la expansión de las prácticas agrícolas potencia un alimento básico sobre todos los demás.
Las grandes muertes por hambre no son consecuencia de la falta de alimentos en el mundo, salvo cuando se producen sequías o grandes plagas. La mejora en la eficiencia en la producción ha permitido por el momento proporcionar alimentos para toda la población, incluso para más. En muchas ocasiones el hambre es fruto de causas políticas como la acción de guerrillas que utilizan el alimento como arma para socavar apoyos al gobierno, o viceversa. Uno de los ejemplos más sangrantes se vio en el Genocidio de Biafra, donde miles de personas murieron de hambre al cortar el gobierno de Nigeria el suministro de ayuda humanitaria a la población de las zonas separatistas (Vilariño, 2004, p. 53). Algo parecido sucedía en Etiopía, la cual destinaba grandes recursos a luchar contra los independentistas de Eritrea y posteriormente contra el ejército invasor de Somalia (Gott, 2007, p. 389-395), mientras la población moría de hambre.
Por tanto, las hambrunas son más bien una consecuencia de las dos causas anteriores, guerras e inestabilidad política y social, que del subdesarrollo en sí mismo. Muertes de grandes poblaciones por orden de sus dirigentes no son propias ni únicas de naciones subdesarrollados, como tampoco lo es la ya inestabilidad ni la corrupción. Ucrania sufrió el Holodomor en la década de 1930 por orden de la URSS dirigida por Iósif Stalin.

### Pandemias
La falta de medicamentos, de una correcta alimentación, de higiene y de infraestructuras que aumenten esta última forman uno de los mejores caldos de cultivo para enfermedades de todo tipo. A epidemias cotidianas, como la malaria, el dengue o la aparentemente inofensiva diarrea, se ha sumado el sida a finales del siglo XX. Todas estas afecciones atacan con mucha más virulencia a las naciones menos desarrolladas produciendo muertes, pérdida de rendimiento laboral o académico, disminución de la esperanza de vida y mortalidad infantil.
Caso extremo es el de África, donde muchos pueblos solo cuentan con abuelos y nietos porque la generación intermedia ha muerto casi toda por el sida (UNICEF, 1999, p. 18). Pero no debe tenerse a esta última enfermedad como la más grave, pese a serlo y mucho. La ya citada diarrea provoca numerosos casos de muerte por deshidratación en lugares como África, donde el agua potable es muy escasa.
Las pandemias no están únicamente relacionadas con un sistema sanitario deficiente o con un escaso acceso a los fármacos necesarios. Las hambrunas y falta de dietas equilibradas influyen también en la propagación de las mismas. En muchos países y regiones el agua es poco saludable, para combatir los virus y bacterias que puede contener dicho líquido imprescindible el organismo necesita estar bien alimentado.

### Sobreexplotación de los recursos

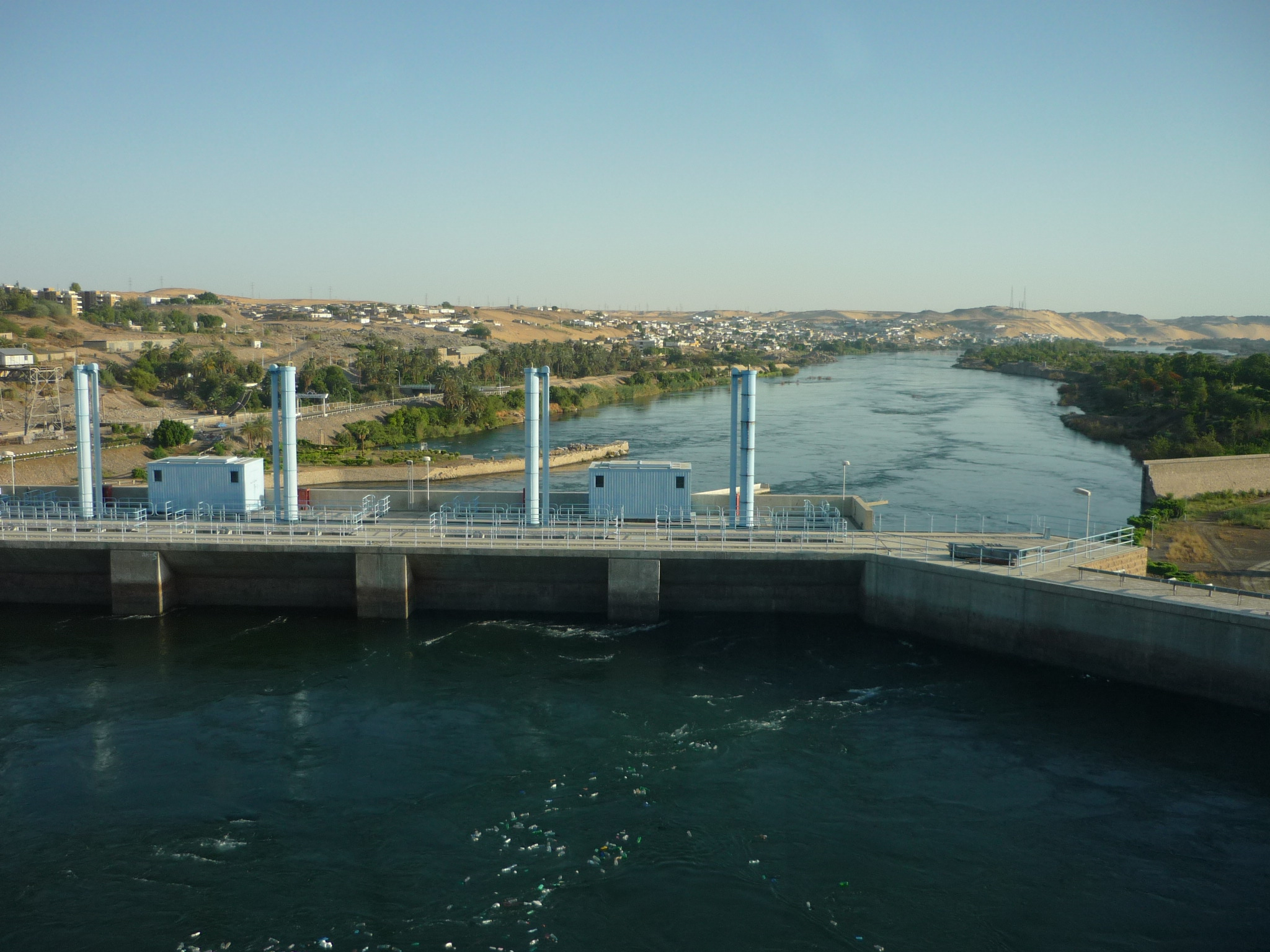
La presa de Assuan ha permitido obtener varias cosechas anuales, pero ha bajado la fertilidad de las tierras egípcias.

Las necesidades de los pueblos subdesarrollados de alimentos, medicinas o simplemente una vida mejor, puede llevarlos a esquilmar sus recursos naturales. También interviene la corrupción que permite prácticas destructivas y no sostenibles a cambio de pagar pequeños emolumentos.
La sobreexplotación de medio ambiente la realizan los propios pueblos subdesarrollados. La caza furtiva es una práctica frecuente, bien guiando a los cazadores que la practican como deporte, pero en otras ocasiones se trata de simple supervivencia para conseguir alimentos, como sufrió la población de hipopótamo en el antiguo Zaire, la cual fue prácticamente diezmada por la caza furtiva, para poder comer, durante la segunda guerra del Congo. Casos claros de estos comportamientos pueden apreciarse en la deforestación sufrida por Cuba (Gott, 2007) y la erosión sufrida por Madagascar tras la tala y deforestación masiva (Sagan, 1996, p. 79).
Sin embargo, los gobiernos contribuyen con su permisividad y tolerancia con prácticas abusivas. Aparecen explotaciones sin licencia en forma de minería incontrolada o talas abusivas, ambas destruye las zonas extractoras y contamina los ríos, erosiona los suelos y reduce la fertilidad de la tierra (OCU, 2008, p. 26). La sobreexplotación de la tierra es frecuente, así se han desecado grandes lagos por orden gubernamental para extraer agua y cultivar trigo primero y después de algodón, como el caso del mar de Aral (OCU, 2008, p. 27). El caso de Namibia o Senegal es citado cuando se trata el tema de la esquilmación marina. Los caladeros de ambos países, y también de otros, están siendo esquilmados por flotas como la rusa o la española que pescan con licencia conseguida en muchos casos por medio de la corrupción.
Otro tercer tipo de sobreexplotación puede venir de las grandes obras de infraestructura. Un caso puede ser la Presa de Asuán, levantada con ciertas dificultades para permitir obtener varias cosechas al año, pero al mismo tiempo ha contribuido a disminuir la fertilidad de las tierras egipcias y a retener una cantidad creciente de limos que resulta muy caros de extraer, como cualquier otra represa.
Con todo, sería un error pensar que la sobreexplotación de los recursos es algo propio de los países subdesarrollados. Varias naciones desarrolladas también han esquilmado sus caladresos, igual que muchas culturas han desaparecido probablemente por prácticas agrícolas no sostenibles, como pudo haber sido el caso de la cultura maya en América Central o la de los anasazis en América del Norte.

## Efectos con impactos políticos diversos

### Emigración

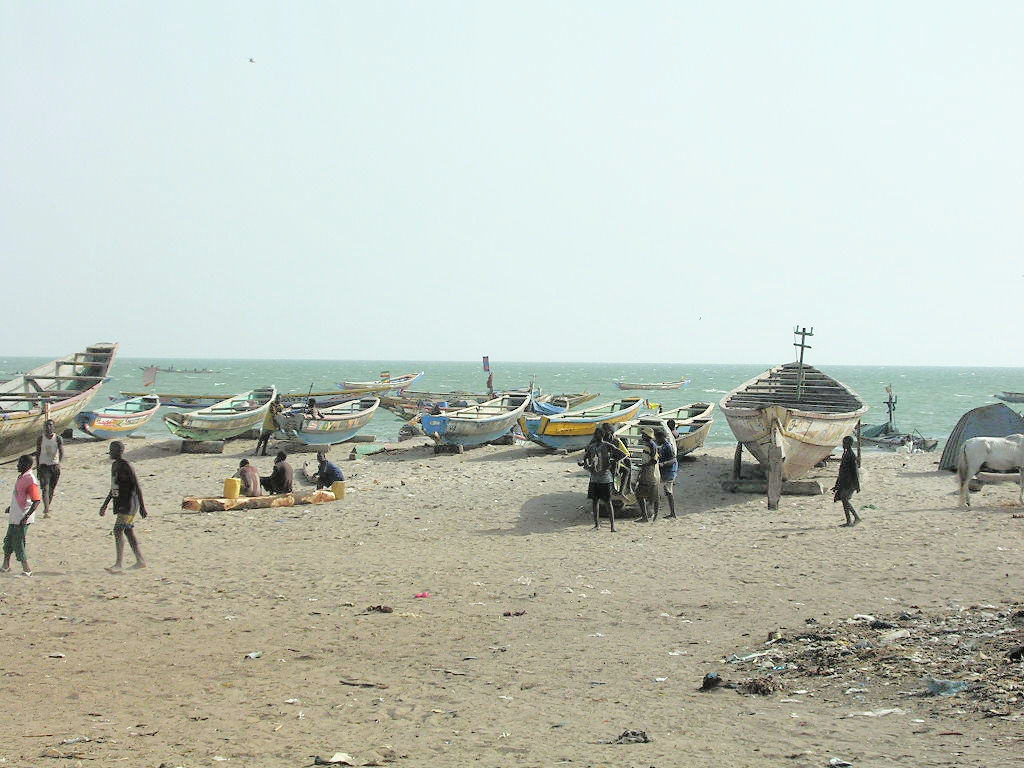
La pobreza y la miseria llevan a muchos habitantes de naciones subdesarrolladas a emigrar por cualquier medio a su alcance, como estos cayucos de Senegal.

No resulta fácil saber si la emigración será un problema o una solución para el país subdesarrollado. Por una parte, los emigrantes suelen enviar divisas a sus familiares que se han quedado, también regresan por vacaciones con ingresos, ambas partidas suelen llegar directamente a la gente sin perderse en corrupciones. Así, países como Marruecos deben el mayor porcentaje de PIB a los aportes económicos de sus emigrantes (Malgesini, 1998, p. 25). Por el contrario, la emigración suele privar al país emisor de sus ciudadanos más emprendedores y decididos, además de la fuga de sus mejores cerebros, pese a que autores comoLacomba (2004, p. 118) indican que la sociedad emisora también recibirá en el futuro transferencias tecnológicas y de conocimiento cuando dichos emigrantes retornen.
Desde un punto de vista global han existido varios casos de migraciones masivas o fenómenos parecidos: en la Edad Antigua pueden mencionarse ejemplos documentados como fueron las grandes migraciones hacia el Imperio Romano de poblaciones europeos y asiáticos o la de los Pueblos del Mar hacia Grecia, Asia Menor y Egipto. En la Edad Media se conoce el caso de las Cruzadas con destino a Próximo Oriente. En la Edad Moderna la colonización de América y, por último, en la Edad Contemporánea las grandes poblaciones de Sudáfrica, Argentina o Australia. Asimismo, de manera forzosa, se han acometido migraciones de miles y millones de personas en Camboya o Zimbabue (Moorcraft y McLaughlin, 2008, p. 193). Sin embargo, a finales del siglo XX la mayoría de los países destino de los nuevos emigrantes están realizando una férrea oposición a estos movimientos, lo cual hace más difícil que en épocas pasadas el movimiento de grandes masas humanas, pese al desarrollo en los medios de transporte. Estos países temen los problemas que trae la emigración incontrolada como desarraigo, hacinamiento, prostitución, narcotráfico o inseguridad ciudadana; especialmente ante la percepción de no poder ocupar, alimentar y atender a toda esa marea humana.
Esta oposición de los países candidatos a recibir emigrantes convierte al fenómeno en un problema, pese a no ser al forzosamente negativo.

### Inestabilidad política y social
En muchos países las grandes desigualdades sociales se suman a la falta de trabajo y al despilfarro público, cuando no también a las violaciones de Derechos Humanos, crea un profundo resentimiento en la población que pueden desembocar en Inestabilidad política y social, el alzamiento de movimientos guerrilleros o guerras civiles (Piris, 2001, p. 14 y siguientes).

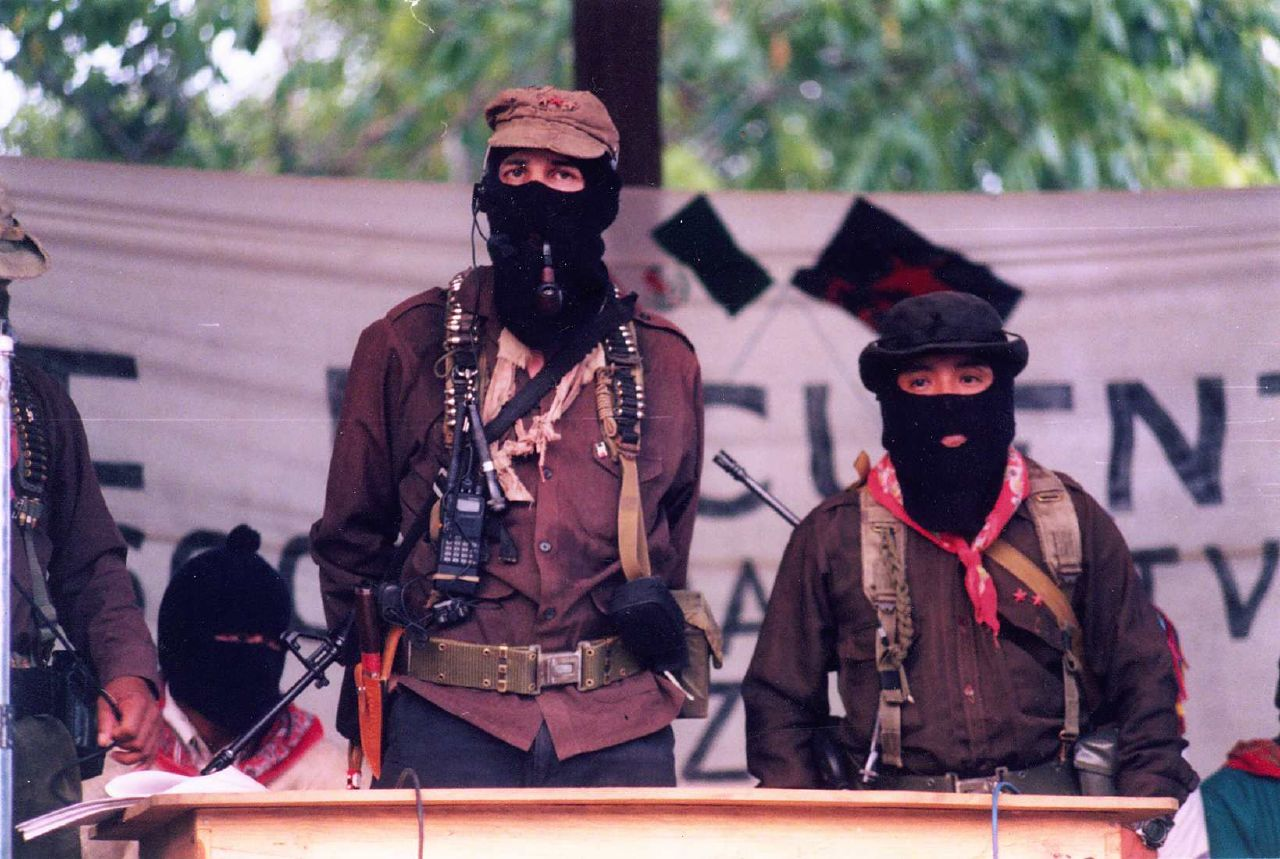
El subcomandante Marcos, uno de los casos más mediáticos de inestabilidad política y social.

Algunas sacudidas sociales, que si bien no tienen por qué llegar a desembocar en movimientos armados, producen colapsos en la administración, vandalismo, saqueos, un aumento de la inseguridad ciudadana, venganzas, la fuga de cerebros y una reducción de la producción de riqueza. The Fund for Peace lleva varios años realizando listas anuales sobre la estabilidad política y social del mundo, en el informe de 2011 aparecían 177 países. La lista se obtiene de la media aritmética producto de doce indicadores, cuanto más alta la puntuación más inestabilidad existe y, por tanto, más cerca está el país de ser considerado un estado fallido.
A las distintas formas de agitación, los estados pueden responder con la fuerza represiva y nuevas violaciones de Derechos Humanos; lo que provoca más inseguridad, más emigración de las mejores mentes, más desconfianza en los estados... entrando en un círculo vicioso, en palabras de Foreign Policy (2010, p. 52): Da la impresión de que la quiebra del Estado es una enfermedad crónica. Para conseguir romper este círculo vicioso, expertos como Edgado Buscalgia recomiendan a las fuerzas armadas y de seguridad la utilización estricta de la ley junto al respeto escrupuloso de los Derechos Humanos con el fin de mostrarse como fuerzas legítimas.
Muchas naciones como China, quien tiene un largo expediente de recurrir a la fuerza para sofocar las agitaciones sociales, han vinculado siempre su escaso respeto por los Derechos Humanos a la situación de carestía que sufren y las necesarias medidas de contención que, a su juicio, se ven obligados a tomar para conseguir la estabilidad del país. Varias organizaciones pro derechos humanos como Amnistía Internacional han criticado duramente estas afirmaciones calificándolas de excusas para perpetuar regímenes represores, además de vincular derechos fundamentales y deberes inconexos entre sí. Por ejemplo, disolver una manifestación con carros de combate justificándolo en último extremo por carecer de un sistema sanitario universal o jubilaciones suficientemente cuantiosas.
Toda esta inestabilidad y las acciones emprendidas contra ella provocan asesinatos, secuestros, epidemias por la llegada de la soldadesca... (Campbell, 2003)
Al igual que en el caso de la corrupción, no debe cometerse el error de pensar que la inestabilidad política y social es propia ni única del subdesarrollo. Situaciones de inestabilidad también vivieron España con la ETA y los GAL, el Reino Unido con el IRA o Francia con la OAS. De la misma forma, han existido países subdesarrollado muy estables, casos como Chile con una estabilidad igual o superior a muchos países desarrollados, pese a episodios de hastío social.

### Guerras civiles y movimientos guerrilleros

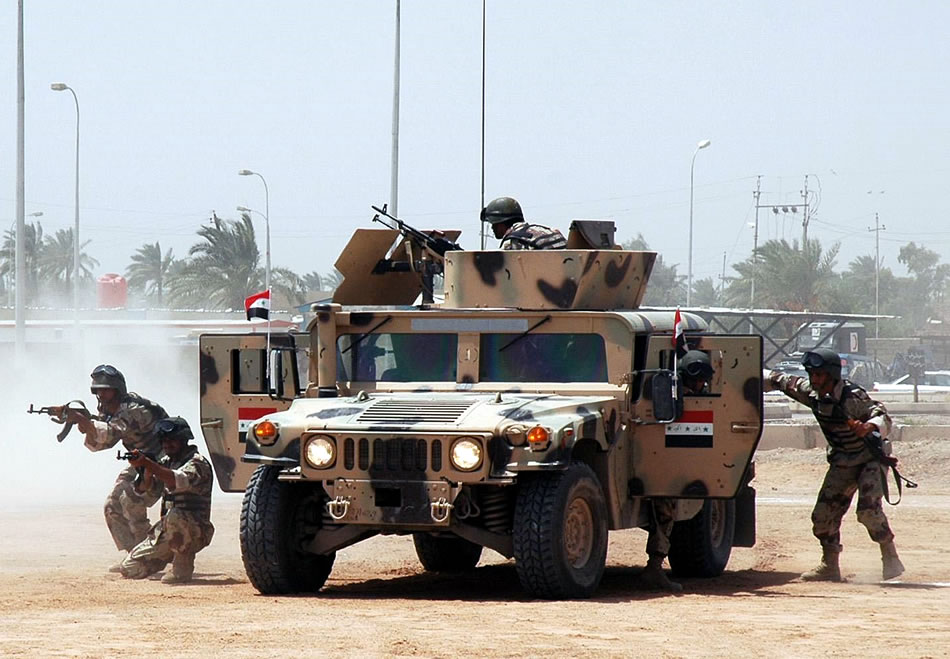
Ejército iraquí en 2009. Las situaciones provocadas por el subdesarrollo pueden contribuir al surgimiento de guerras o guerrillas. Pero estudios matemáticos no parecen confirmarlo.

Una vez comenzado un conflicto y logrado fuentes de financiación para el mismo, resulta difícil pararlo al movilizar mucha gente que logra una forma de vida y un reconocimiento social que probablemente no tendría en la vida civil, debe recordarse que las armas dan prestigio. De esta manera, uno de los problemas de muchos países que logran firmar la paz entre el gobierno y la guerrilla es dar una ocupación a los exguerrilleros, un caso claro lo constituyen Sierra Leona o Angola. Pese a la influencia directa que pueda suponerse, las causas de la guerra son uno de los campos más estudiados por las disciplinas militares sin haber encontrado una causa única, todo lo más a lo que se ha llegado es a lo que se llamaría en criminología "factores de riesgo".
Por su parte, las guerras entre estados también pueden tener uno de sus orígenes en las difíciles situaciones que pueden atravesar los países subdesarrollados. Un caso repetido varias veces es el de la guerra de las Malvinas, guerra comenzada cuando la dictadura militar argentina pasaba por uno de los momentos de más baja popularidad.
Pero investigadores que se han aproximado a las guerras desde las matemáticas y las estadísticas, como Lewis Fry Richardson, indicaron que las guerras son intrínsecamente impredecibles, por seguir un patrón muy similar al de los sucesos aleatorios. Según los estudios de Richardson, las crisis económicas, el hambre u otros factores tenidos tradicionalmente como detonantes no tienen por qué provocar conflictos armados, según sus estadísticas hasta 1950, porque dichos conflictos no parecen seguir otro patrón que el de la casualidad y el único factor que suele repetirse es el de vecindad (Hayes, 2004, p. 9 y siguientes).

### Superpoblación
La superpoblación es un fenómeno que se produce cuando una elevada densidad de población provoca un empeoramiento del entorno, una disminución en la calidad de vida o situaciones de hambre y conflictos. Generalmente este término se refiere a la relación entre la población humana y el medio ambiente.

## Efectos positivos
Como tantas otras facetas humanas el subdesarrollo no es enteramente malo, también muestra rasgos positivos. Entre ellos se pueden citar.

### Mínima contaminación atmosférica

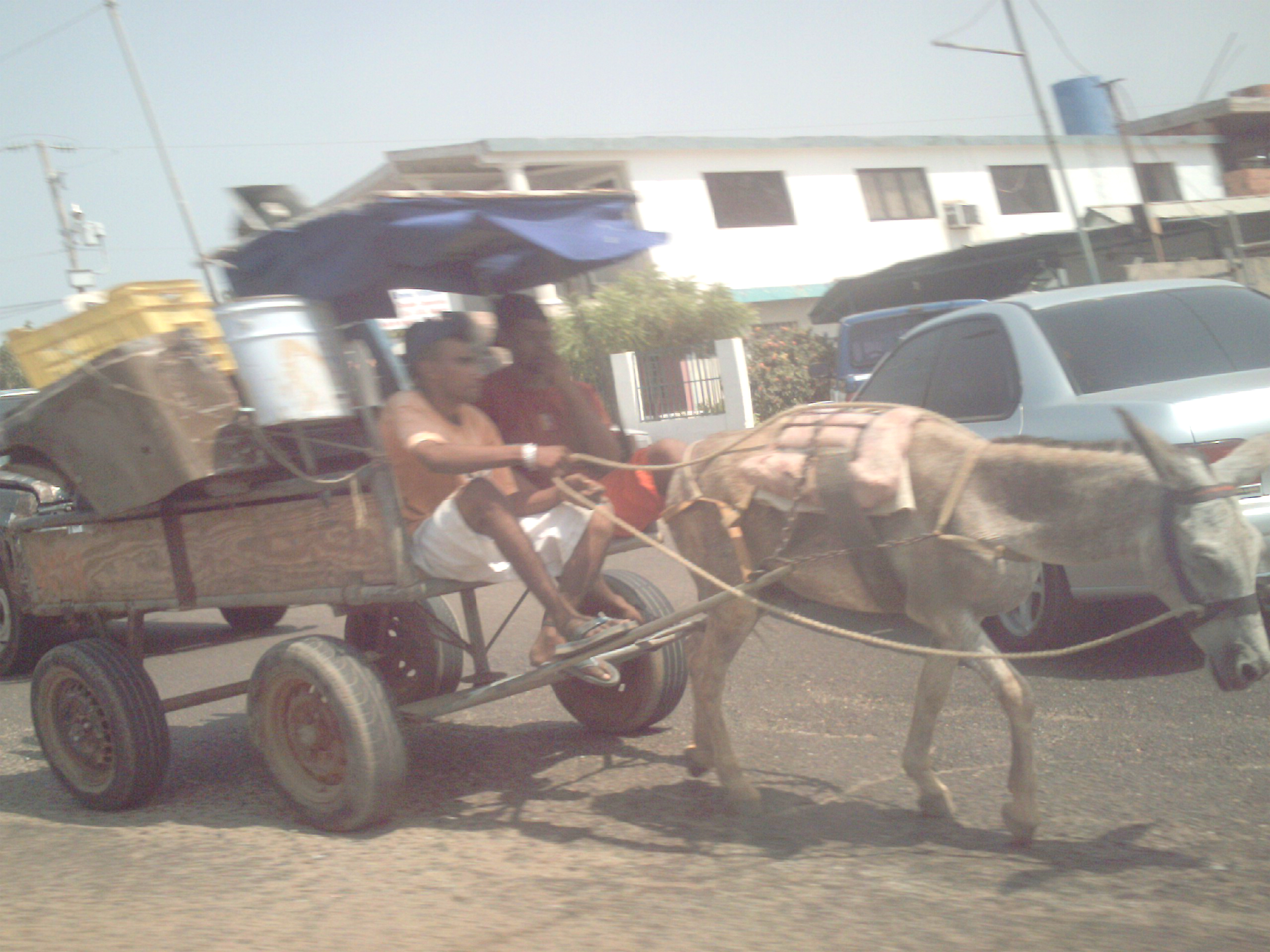
En los países subdesarrollados gran parte del transporte se realiza con tracción animal o incluso humana; lo que lo hace más lento, pero más eficiente.

El empleo de biocombustibles como la leña o la biomasa, unido a su baja productividad, permiten a las naciones subdesarrolladas presentar los niveles más bajos de anhídrido carbónico emitido en todo Planeta (Jiménez y Higón, 2003, p. 21). Además la utilización de la energía, en el ámbito doméstico o cotidiano, es de las más eficientes del mundo. Para ilustrar esta idea se pueden apuntar dos ejemplos:
En varios países africanos sus habitantes han desarrollado hornos que asan o cuecen los alimentos con la energía del Sol o emplean botellas pintadas de negro para desinfectar el agua, todo ello empleando la energía del Sol sin necesidad de gastar energía y materiales en placas solares u otros dispositivos.
También el transporte de personas, agua, pequeñas mercancías... se realiza por tracción animal o incluso a pie, lo que supone un esfuerzo considerable y en ocasiones una explotación infantil; pero desde el punto de vista energético son muy eficientes. En muchos países el acarreo de agua suelen realizarlo las personas más pobres a cambio de una paga pequeña, incluso se ocupan niños que cargan con los recipientes varios kilómetros. Como se ha indicado, desde un punto de vista energético, un trabajo así resulta más eficiente que un camión cisterna con todo lo que supone, pese a que las prácticas descritas pueden constituir una explotación infantil, también un perjuicio de los más pobres entre los pobres cuando se consigue instalar un suministro de agua corriente.
Sin embargo este aprovechamiento de la energía se invierte por norma general cuando se trata de sus electrodomésticos, transportes colectivos o pequeñas industrias. En estos casos las zonas subdesarrolladas suelen contar con equipos obsoletos y muy contaminantes, debido también a la escasez de inversiones. Así líderes de algunas naciones han tratado, con mayor o menor fortuna y con mayor o menor interés, de cambiar su flota de transportes o la mayoría de los electrodomésticos por otros modelos más eficientes, pero esto también está ligado a las posibilidades económicas de cada país o región.

### Máxima reutilización de los recursos

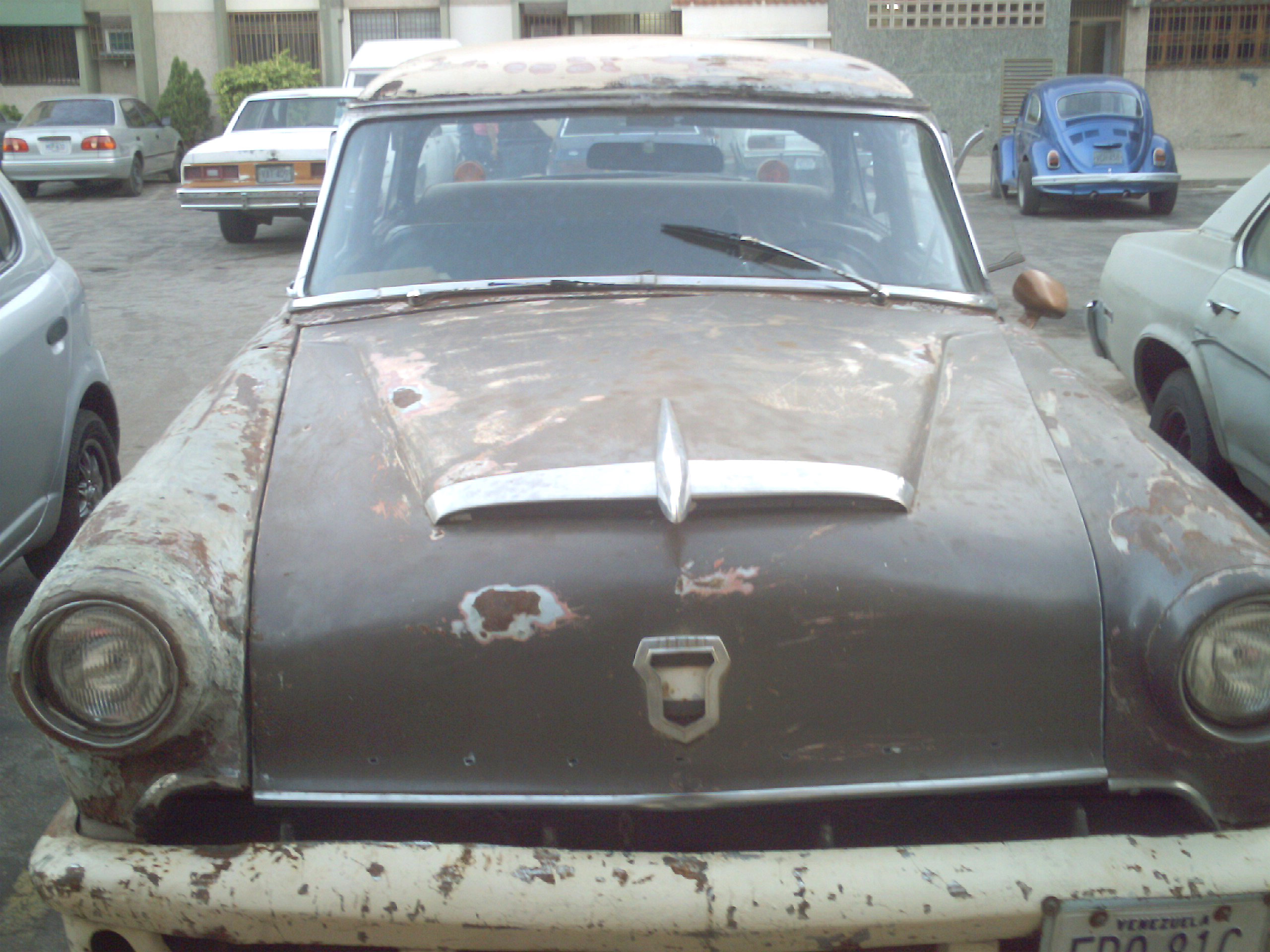
Automóvil viejo reutilizado. En países desarrollados sería restaurado y expuesto en museos o abandonado como basura.

Por norma general, cuanto más subdesarrollada es una población más emplea las llamadas tres R de las sostenibilidad que son, de mayor a menor: reducción, reutilización y reciclaje.
- La reducción de los bienes de consumo e industriales viene impuesta por la propia escasez, pero al mismo tiempo también es fomentada en el ámbito familiar y local. Los bienes que pueden obtenerse se utilizan hasta agotar su vida útil, e incluso más allá con el peligro que puede conllevar para sus usuarios la fatiga de material.[nota 12]
- La reutilización de los medios a su alcance es empleada masivamente también por las mismas razones. La crónica escasez de productos manufacturados los hace muy valiosos y no suelen tirarse o abandonarse si no son del todo inservibles. Existen muchos ejemplos sobre la pericia de estos pueblos para sacar partido a una camiseta vieja, una botella de plástico o una simple chapa de automóvil.[49][nota 13]
- El reciclaje, por el contrario, es más conflictivo; pues requiere contar con una industria de reciclaje, bien es verdad que a veces se puede reciclar productos sin levantar una industria.

Por lo expuesto, en la optimización de los recursos existen factores a favor. La reducción y la reutilización pueden llegar a extremos peligrosos para los usuarios o los que están a su alrededor  (Casal, 1999, p. 31). El reciclaje, por su parte, presenta el problema de los poco desarrollados métodos para realizarlo. Pero, en términos generales, las regiones subdesarrolladas suelen ser más eficientes que las desarrolladas.

## Acciones contra el subdesarrollo
Pese a que el desarrollo no está relacionado con la felicidad de las personas, el subdesarrollo sí suele ser un estadio del que se desea salir.
Antes de seguir, debe hacerse hincapié sobre la existencia de poblaciones enteras que no desean abandonar su estatus de lo que se conocería, no ya extrema pobreza, sino la miseria más absoluta en el plano material, es decir, grupos sociales que viven sin renta alguno o este es ocasional, carecen de vivienda estable y poseen muy pocos bienes. El caso más representativo pueden ser los pueblos cazadores-recolectores de Australia, la Amazonia, Indonesia y, quizá el más estudiado de todos, los !Kung san del desierto de Kalahari (García, 2009, p. 20). Para estos humanos, la civilización es algo conocido, con la que se contacta esporádica o periódicamente. Sin embargo, no se desea adoptar ni pertenecer. Quitando estas excepciones, el subdesarrollo se suele querer abandonar y por ese motivo se han emprendido numerosas acciones en forma tanto de lucha contra el mismo como de investigación sobre sus causas, aunque no tanto sobre los efectos y resultados de dicha lucha.
Para lograr el deseado desarrollo a lo largo del siglo XX se han llevado a cabo varias políticas e iniciativas con distinta fortuna. Como en el caso de las Causas, la siguiente lista no debe tomarse como definitiva ni tampoco como única.

### La industrialización

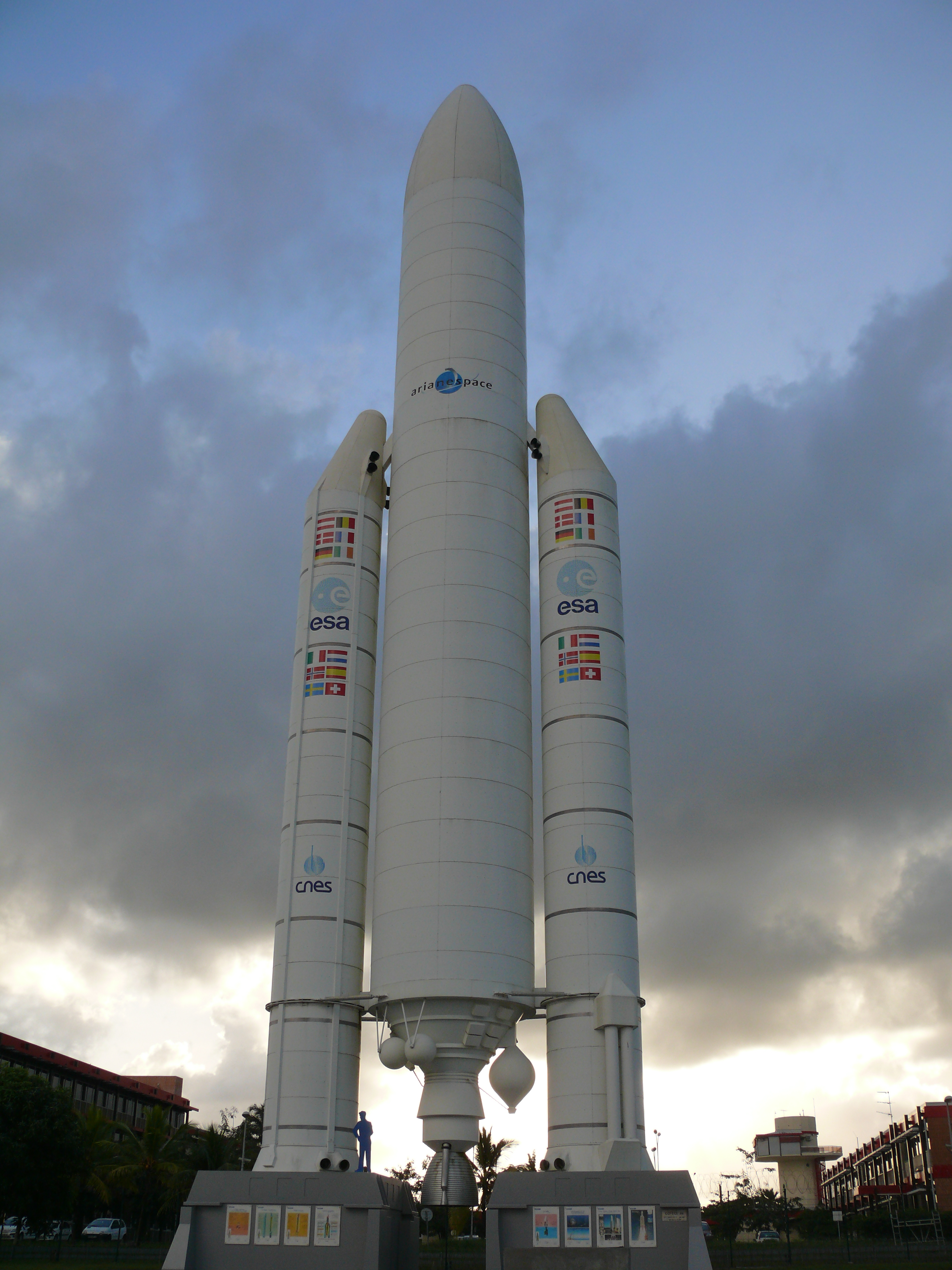
Cohete Ariane 5 en la base de Kourou. Las acciones e inversiones de Francia y de la Unión Europea en la Guayana Francesa han llevado a esta región a tener un desarrollo elevado.

Como se ha indicado en Historia del término y otras posibles denominaciones, para varios autores, caso deReinert (2002), la industrialización no es que sea una posible vía para superar el subdesarrollo, es la vía para conseguirlo.
Algunas naciones han abandonado el subdesarrollo imponiendo una industrialización más o menos forzada. Es el caso de Japón, país que logró abandonar los usos y costumbres feudales para incorporarse, en unas décadas, a la Segunda Revolución Industrial. En el archipiélago se importaron técnicas estadounidenses y británicas, se prohibió llevar las dos espadas samuráis, se acató la imposición estadounidense de abrir el país al comercio, etc. Como resultado, a principios y mediados de siglo XX, la nación nipona contaba con una industria capaz de derrotar a Rusia y, más adelante, causar serios apuros a Estados Unidos, pese a no estar su sistema de producción naval tan avanzado como el estadounidense (Healy, 1994, p. 89).
Casos más recientes los constituyen Corea del Sur, Singapur y las regiones de Hong Kong y la isla de Formosa. Estas zonas son ejemplos de una industrialización orientada hacia la electrónica, automoción y construcción naval, especialmente Corea (Salomé y Charmes, 1988, p. 69). Las cinco partieron de unos niveles de vida muy bajos y lograron abandonar el subdesarrollo gracias a un modelo de industria parecido al japonés basado de potenciar el precio bajo para bienes de consumo e industriales (Salomé y Charmes, 1988).
Pero la industrialización no es fácil de conseguir. Como se indicó al principio, la industria requiere gran cantidad de inversiones, mano de obra calificada, infraestructuras para la formación y el transporte, un suministro energético fiable... Muchas naciones lo han intentado y han fracasado por una u otra causa, caso del Egipto de Nasser o el Gran salto adelante de China.
En otras ocasiones, el abandono del desarrollo puede deberse a la industrialización desarrollada por la metrópoli. No es muy común por dos motivos: por una parte, porque generalmente las metrópolis o no destinan recursos suficientes para una industrialización plena, por otra, porque abandonan las regiones que no les son económicamente interesantes, al menos interesantes para una minoría de cierto peso político. Sin embargo, algunas zonas pueden ver su desarrollo industrial potenciado cuando cuentan con ventajas para sector económico determinado, no necesariamente el industrial. Quizá uno de los más conocidos, por su impacto mediático, sea el de Guayana Francesa. Esta región de Suramérica abandonó su estatus de famoso e inhumano penal para conseguir la renta per cápita más alta del subcontinente (Loney Planet, 1997) aun siendo esta inferior a la media europea y recibir fondos de cohesión por ello (Pons, 2008). El empuje vino dado sobre todo por las abundantes inversiones del gobierno francés y la Unión Europea destinadas a construir y operar los distintos centros espaciales ubicados en la base de Kourú (Pons, 2008, p. 82-85). Estos ingresos se unen a los aportados por la Legión Extranjera francesa, asentada allí para, por una parte, proteger las instalaciones espaciales y, por otra, realizar los entrenamientos en terreno selvático. Tanto la Base como la Legión Extranjera suponen cientos de soldados y técnicos bien pagados además de numerosas obras en infraestructuras para el transporte de personal y carga. La Guayana Francesa constituye un caso en el cual una región pasa de ser una zona totalmente abandonada, excepto como penal y explotaciones madereras, a unirse a la Tercera Revolución Industrial.
Por último, la industrialización de un sector puede ser una consecuencia y no tanto un fin buscado. La mecanización de un sector, como puede ser el agrícola, en ocasiones no se limita solo a la mejora de las cosechas, puede impulsar otro tipo de industrias. Economistas como José Luis García Delgado explican el ejemplo de Valencia y su huerta de productos hortofrutícolas. La huerta valenciana desarrolló dos tipos de industria: por una parte, la química para la fabricación de pesticidas y plaguicidas, entre otros, y por otra, la de la madera, para la fabricación de embalajes. Esta última desarrolló a su vez la industria del mueble y algo después la del juguete; siendo un ejemplo de como las explotaciones agrarias, la mecanización de la misma y la industria que pueden necesitar son fuentes de desarrollo. Sin embargo, la industrialización de la agricultura no es sinónimo de desarrollo, el mismo García Delgado cita los casos de Galicia y Castilla; pero existen otros mucho más sangrantes, como sería el de Tanzania.

### La investigación y la inversión en tecnología

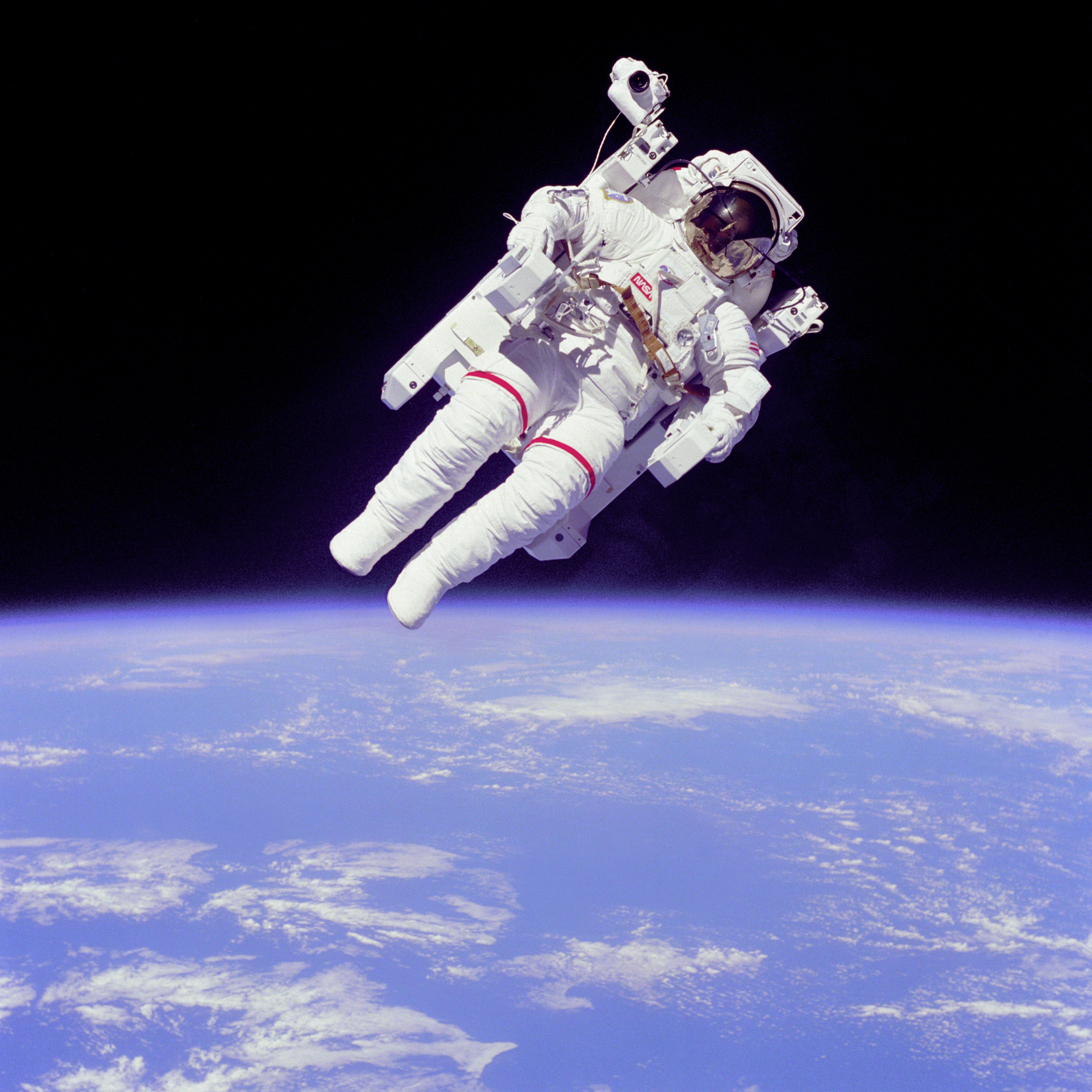
Astronauta Bruce McCandless II durante la misión STS-41B el 11 de febrero de 1984. Para Ali A. Mazrui África será el último continente en lanzar sus propios ingenios al espacio.

Muy unido a lo anterior estaría esta iniciativa, pues si la solución para el desarrollo es producir bienes y servicios, antes o después será necesario aumentar la eficiencia de las ya existentes para ser competitivos, además de crear nuevos productos o servicios ante nuevas necesidades.
Autores como Artur Landerzo han propuesto invertir los beneficios obtenidos de las materias primas, como el petróleo, en educación y formación para desarrollar tecnología punta. Según esta línea de pensamiento, por muy abundantes y caras que sean los recursos naturales de un país, estos no suelen ser renovables, por lo que finalmente se hace realidad el proverbio árabe:

Mi abuelo viajaba en camello, mi padre en coche, yo en jet, mi hijo en coche y mi nieto volverá andar en camello

Asimismo, el conocimiento que permitan la creación de tecnología punta puede ser perdurable. De esta forma países como Brasil no pueden producir cazas de última generación por más décadas que pasen y se ven abogados a optar por modelos extranjeros por más favorables que sean las condiciones. Por el contrario, una nación como Suecia, mucho menos poblada y menos dotada de materias primas, sí puede producir aviones de ese tipo una década tras otras, caso del Saab 35 Draken, el Saab 37 Viggen o el Saab 39 Gripen.
Por su parte la investigación y el desarrollo de productos y servicios presentan, entre otros, los siguientes inconvenientes:
- Expertos como Philip Kotler (1991, p. 339-340) hacen hincapié en que la investigación es una de las acciones que más "quema" por la cantidad de fracasos cosechados. Se realizan multitud de proyectos muy caros y solo unos pocos, o a veces ninguno, llegan a ver la luz por distintos motivos.
- La tecnología punta requiere tanto de conocimientos para crearla como de instrucción para usarla, a su vez, ambos se adquieren tras años, puede que décadas, de inversión en educación. Por lo tanto solo es una opción a largo plazo, suponiendo que las personas formadas sigan en el país y no emigren.
- La tecnología exige contar con grandes presupuestos para ser desarrollada, presupuestos no siempre disponibles. Se puede mitigar este problema comprando parte a otras naciones (Erridge, Fee y McIlroy, 2001). Pero esta solo constituye una solución a medias porque reduce la independencia de la nación compradora, además, muchos adelantos no están disponibles por restricciones políticas. Así, Suecia puedo diseñar y construir el Gripen porque se la dio acceso a tecnología de naciones como Estados Unidos, Alemania, Francia o Reino Unido. Por el contrario, el mismo país no pudo exportar su caza Viggen a la India debido a las restricciones del gobierno estadounidense,[nota 15] razón por la cual, en el desarrollo del caza Gripen se trató de no adquirir piezas estadounidenses en la medida de lo posible (Keijsper, 2003).

### La transferencia tecnológica
Desarrollar tecnologías propias competitivas a veces puede ser imposible, debido al gran abismo tecnológico que debe salvarse, la necesidad de personal cualificado y experimentado, los largos periodos de tiempo necesarios para lograr resultados, el capital requerido... Por lo que otra faceta investigación es la transferencia de tecnología. Muchas instituciones realizan transferencias tecnológicas con el fin de dotar de mayor autonomía a regiones y países.
Una de las transferencias más espectacualares por los resultados que cosechó fue la llamada revolución verde. donde agentes de distinta clase y condición proporcionaron a los países subdesarrollados las técnicas, conocimientos y semillas de nuevas especies para cultivar plantas de regadío. Con estas transferencias altruista la India pasó de producir 11 millones de toneladas a 74 millones de toneladas al año en un periodo de dos décadas, suficientes para poder alimentar a 400 millones de personas. En los países en desarrollo la producción de grano pasó de 170 kilos por persona y año, a 250 kilogramos por persona y año.
Otra es la mecanización de la agricultura, incorporando maquinaria y conocimientos para manejarla, mantenerla y repararla, en la medida que la infraestructura industrial permita. Pero estas iniciativas pueden constituir un fracaso por múltiples motivos como puede ser lo poco adaptado de las tecnologías transferidas a las condiciones del lugar o la escasa demanda de los productos producidos por dicha tecnología entre otras, como comprobó Tanzania en la cooperación agrícola canadiense.
Por otra parte, no toda la tecnología se puede ni se quiere transferir. Por supuesto, muchas capacidades militares o con usos militares son intransferibles, un caso muy conocido es la tecnología furtiva solo poseída por Estados Unidos En otras ocasiones no es una tecnología única, sino común a otros países, pero la nación que la posee no desea compartirla con sus vecinos por distintas razones, como hacía Sudáfrica en la década de 1980 con su tecnología nuclear.

### La educación
En la base sobre la que se sustentan las acciones anteriores reposa la educación. Una población analfabeta o poco formada no puede investigar tecnologías competitivas y tendrá muchas dificultades para manejar y reparar las máquinas de cualquier industria. Existen pocas o ninguna discrepancia sobre la importancia de contar con un pueblo bien educado para superar el subdesarrollo, al menos educado en ciencias.
La educación debe contar con varios requisito previos para que sea eficaz y a ser posible eficiente. Entre los más importantes podemos citar:
- Un cuerpo de profesores, académicos y doctores preparado y en permanente formación.[58]
- Instalaciones adecuadas para impartir conocimientos teóricos y prácticos, sin excesivo frío ni excesivo calor, poco ruido ambiental, luz correcta y constante, salubridad adecuada, equipamiento apropiado y un largo etc (Muñoz-Repiso, 2000, p. 118).
- Contar con el material docente necesario para impartir los conocimientos teóricos y prácticos. Inicialmente se entendía sobre todo libros de texto, material de escritura para los alumnos, pizarras y tizas. Pero actualmente cada vez se abre más a las nuevas tecnologías en forma de note-books, pizarras digitales, conexión a Internet.[nota 17]
- Permitir a los estudiantes asistir a las clases con sus necesidades cubiertas (Ross, 2006, p. 209).[nota 18]

Todas estas infraestructuras sirven o deberían servir para preparar a la población en tres niveles diferentes de formación:
- Básica: saber leer, escribir y calcular en uno o más idiomas, entendiendo lo que se hace. En el siglo XXI comienza a introducirse la llamada lucha contra el analfabetismo digital que incluiría navegar por Internet y enviar correos electrónicos.
- Media: donde se lograrían conocimientos de Física, Química, Biología, Historia... por una parte, y/o, mecánica, contabilidad, cocina, carpintería y demás oficios por la vertiente más práctica.
- Superior: donde las ciencias y la investigación tendría mayor cabida, caso de las diplomaturas, licenciaturas, másteres, doctorados y postdoctorados.

Sin embargo, la educación tampoco es garantía para la mejora del país ni de las personas que la reciben. Puede ser el caso de varios países sudamericanos, donde algunas universitarios pueden ganar menos que otras profesiones con menor preparación. Al mismo tiempo, la falta de puestos de trabajo adecuados a los conocimientos de los escolarizados produce desilusión, desilusión que reduce posteriormente la afluencia de estudiantes a las aulas, al ser más productivos para sus familias o para ellos mismos dedicar el tiempo a otras tareas, como sucedió en varias naciones africanas en los años 70. Las razones para esta falta de eficacia son variadas; Padrón Guillén cita entre otras:
- Contenidos de los programas creados, o al menos adaptados, por los países donde se imparten.
- Desarrollos en docencias donde se prime los contenidos a los métodos.
- Acercamiento de la educación a las demandas y necesidades del mercado laboral.

### Las infraestructuras de transporte y telecomunicaciones

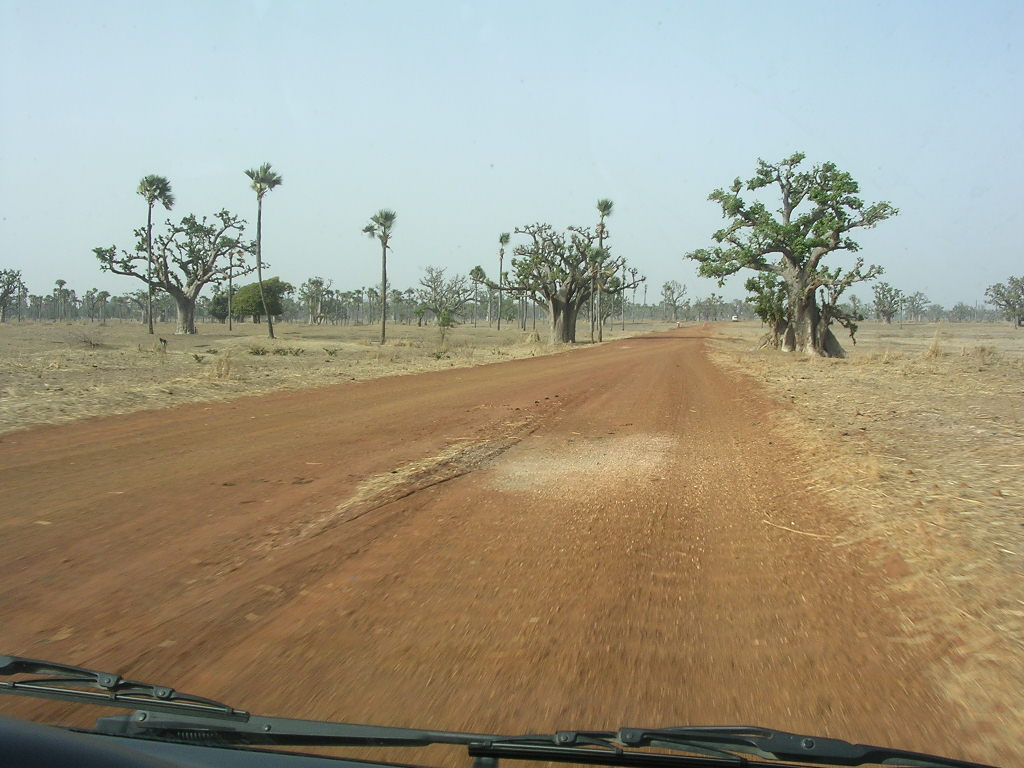
Carretera entre Dakar y el delta del Salum. Con unas infraestructuras en este estado recorrer 100 km pude llevar 6 horas o más, lo que reduce mucho la productividad.

Algo esencial para la industrialización son las carreteras, puertos, aeropuertos o energía, tanto producción como transporte. Estas infraestructuras permiten el tránsito diario de mercancías y personas. Sin la máquina de vapor y el motor de explosión interna la Primera y Segunda revoluciones industriales no se hubiesen producido, pero tampoco hubiesen aparecido de no contar con vías férreas, puentes, túneles y aeropuertos para trasladar grandes cantidades de mercancías y personas desde las zonas de cultivo y extracción a las de manofactura y después a las de comercialización. Cuando estas infraestructuras no existen o son deficientes los respectivos sectores que las necesitan se ven estrangulados (Rodríguez, 1993, p. 95). Tanto es así que cuando se desea destruir una economía los medios de transporte son un objetivo prioritario, especialmente los terrestres que suelen ser los que más se atacan y minan para obligar a utilizar los aéreos (Finnegan, 1993, p. 5)
Como en los casos anteriores, las infraestructuras resultan muy caras por las mismas razones. En primer lugar requieren de materiales no siempre producidos en la región, como el asfalto, la iluminación, las comunicaciones... En segundo lugar, cualquier infraestructura que se haga —puentes, túneles, carreteras, muelles de atraque...— debe ser planificada por personal muy formado y capacitado, como ingenieros industriales, ingenieros de caminos, ingenieros de minas... Por último, debe utilizarse maquinaria no siempre disponible y no siempre fácil de manejar.
Dentro del campo de la competitividad, las Nuevas Tecnologías de la Información (NTI) comenzaron a jugar un papel capital a finales del siglo XX. Gracias a ellas los conocimientos e informaciones fluyen con rapidez y economía de medios. De esta forma, en los planes de desarrollo la instalación de teléfono y acceso a Internet, especialmente de banda ancha, deben contemplarse siempre y suponen un problema cuando no existe, o el acceso a Internet es muy escaso (Silva, 2003, p. 24). El acceso a estas tecnologías presenta problemas muy parecidos a los de las infraestructuras antes referidas, más el acceso constante a la energía.

### Acceso a la energía

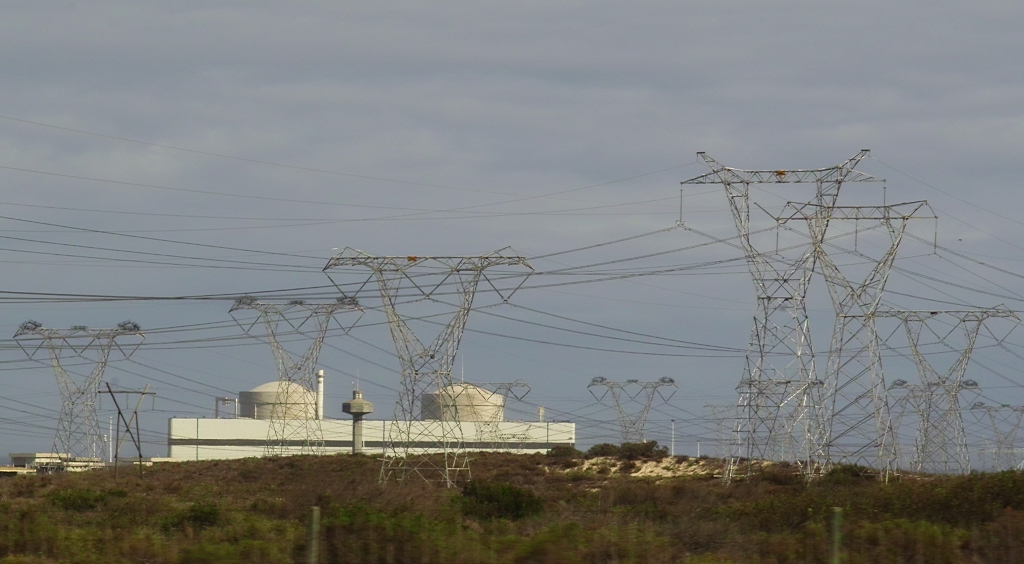
Central nuclear Koeberg cerca de Ciudad del Cabo. Las fuentes de las que debe obtenerse la energía se ha demostrado un tema polémico.

Autores como Andrés González García no dudan en emplear el kilovatio-hora per cápita como indicador del desarrollo alcanzado por una región o país (González, 2009). Asimismo el autor español indica que cualquier vía hacia el desarrollo tendrá que pasar, antes o después, por la garantía de un suministro energético fiable y no excesivamente costoso. Pocas discrepancias existen en este punto, pues los cuatro apartados anteriores no pueden realizarse, o muy difícilmente, sin el acceso a la energía necesaria (González, 2009).
Pese o no existir discrepancia sobre la necesidad de la energía los problemas surgen cuando se trata de decantarse por una energía o, más apropiadamente, por un conjunto de ellas, lo que suele denominarse mix energético (Scarpellini, Aranda y Zabalza, 2008, p. 232). En este aspecto el debate parece estar muy lejos de cerrarse porque confluyen en él criterios productivos, económicos, ecológicos, sociológicos y geoestrategicos, por nombrar los más importantes. Así una de las energías más baratas es la nuclear, en cuanto a precio del kW/h, no de coste total, además supone una energía del país al no depender de suministros externos en varias décadas. Pero la energía nuclear presenta muchos inconvenientes, como la gran inversión de tiempo y recursos que requiere su puesta en funcionamiento (criterio económico); además de que suministra un caudal continuo para una demanda discontinua por naturaleza, como energía de base que es (criterio productivo). Una alternativa que no cuenta con estos problemas reside en los biocombustibles, los cuales pueden quemarse cuando se necesitan en instalaciones relativamente fáciles y rápidas de montar; sin embargo estos combustibles actualmente solo pueden obtenerse de cultivos alimenticios, con lo que se reduce y encarecen los alimentos a las poblaciones más pobres (criterio sociológico); además de requerir deforestar inmensas superficies de selva virgen (criterio ecológico) (González, 2009).
Por lo tanto, el debate no se centra sobre si el acceso a la energía es un factor determinante para salir del subdesarrollo; sino de dónde debe proceder dicha energía.
Países desarrollados: Consumo alto de: Petróleo, gas natural, carbón, electricidad e incluso energía atómica; más de 2000kw/hora de electricidad al año. Países subdesarrollados: Nivel irrisorio del consumo de las fuentes de energías; en su gran mayoría menor a 300kw/hora de energía al año.

### La seguridad

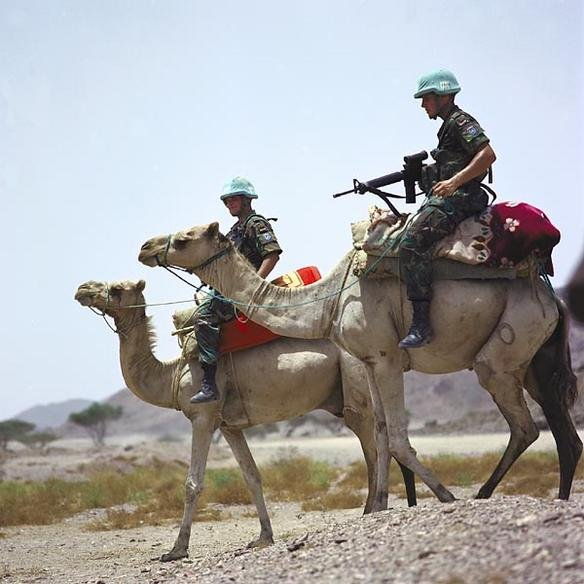
Cascos azules de la ONU patrullando la frontera entre Etiopía y Eritrea.

Existen pocas discrepancias, o ninguna, respecto a la importancia capital que la seguridad física de las personas y los bienes tiene para el desarrollo económico y social. Así lo explicaba la Secretaria de Estado de Estados Unidos refiriéndose a los Acuerdos de Paz en Sierra Leona a finales de los años 90, acuerdos en los que amnistiaba al FRU de cualquier atrocidad que podían haber cometido durante la guerra civil de aquel país. Esta clemencia tan injusta, a ojos del mismo Kofi Annan, la defendió la estadista estadounidense por la necesidad de contar con un entorno seguro para permitir el desarrollo del país, destrozado por la confrontación (Campbell, 2003, p. 116).
Una de las razones dadas a la permanencia de los estados fallidos en esta categoría es la falta de seguridad. Así en Mogadiscio los comercios nunca pueden dejarse cerrados por miedo a ser saqueados (Bowden, 2002, p. 85), en la antigua Rhodesia del Sur muchos niños no podían acudir a la escuela por el temor a ser reclutados por la ZANU o la ZAPU (Moorcraft y McLaughlin, 2008).
Algunas de las más famosas o las más famosas actuaciones para restaurar la seguridad las ha realizado la ONU bajo sus Fuerzas de Mantenimiento de la Paz conocidos por cascos azules; pero otras organizaciones supranacionales como la OTAN también han destacado soldados en distintas partes del mundo. Estas misiones están integradas por contingentes militares y civiles para obtener objetivos muy variados. La primera de dichas misiones se llevó a cabo en Palestina, su cometido consistía únicamente en observar e informar a la ONU. Por su parte, la primera donde se enviaron fuerzas armadas de interposición se realizó tras la Guerra de Suez en 1956. Posteriormente se desplegaron varias más entre las que destacó la del Congo por su gran envergadura y múltiples objetivos Esta operación dejó a la ONU exhausta y casi sin recursos, pero otorgó experiencia a la Organización para realizar misiones posteriores en las décadas de 1980 y 1990.
Debido en parte a la Guerra Fría, las misiones de paz sufrieron un parón entre 1978 y 1988, pero desde entonces han proliferado tanto en cantidad como en importancia logística y humana, llegando a suponer una crisis de éxito (Sánchez, 1995, p. 84). Estas misiones no tienen un reglamento preestablecido, ni un mandato único para todas. Sus normas de actuación han ido desarrollándose y creándose con el tiempo. Por esta naturaleza improvisada, las normas pueden cambiarse y de hecho en varios conflictos se han cambiado. Incluso los dirigentes de la ONU han solicitado dichos cambios en vista de las circunstancias. De esta forma, Kofi Annan solicitó que los cascos azules enviados a la ya citada Sierra Leona no fueran como una fuerza neutral, sino como aliados del gobierno de Freetown para detener las matanzas realizadas por el FRU (Campbell, 2003, p. 116).
Pero hasta estas misiones sufren de críticas. Entre ellas pueden citarse:
- Inacción por indefinición de objetivos, como en Bosnia Herzcegovina[61]
- Denuncias de parcialidad, cuando no de participación directa. Es el caso de los bombardeos realizados por los Saab 35 Draken suecos de la ONU en otoño de 1961 en la región de Katanga, Congo. Dichos bombardeos se llevaron a cabo contra los intereses de la Unión Minera del Alto Katanga, enemiga de la sueca Grangesberg Oxelosund Traffic cuyo presidente era hermano del entonces secretario general de la ONU, Dag Hammarskjoelb. Asimismo el comandante de los cascos azules durante algún tiempo fue el mismo que representó a la empresa sueca en el Líbano y seguía estando a sueldo de la minera escandinava (Defensa, 1997).
- Denuncias de violación de Derechos Humanos y abuso de poder. Como denunció Amnistía Internacional contra miembros de las fuerzas armadas de Pakistán, Estados Unidos, Italia y Canadá en el conflicto de Somalia.

Asimismo, varios autores y protagonistas destacados de estas misiones sostienen que muchas veces no son parte de la solución, sino del problema. Así Roméo Dallaire, jefe de la misión de la ONU en Ruanda en 1994, afirma que la ONU como tal no existe porque son sus miembros, y en Ruanda la retirada de los estadounidenses y belgas fue lo que provocó el genocidio, que pudo haberse parado con 5500 soldados (Foreing Policy, 2011, p. 75). Por su parte, Peter Galbraith sostiene que, sumado a la falta de medios y hombres, se puede añadir el "factor gallina" al no desear el Consejo de Seguridad oponerse a un dirigente conflictivo. Para Galbraith eso sucedió en Afgansitán cuando la ONU no quiso reconocer el fraude perpetrado en los comicios por Hamid Karzai, lo que deslegitimaría al futuro gobierno y a la misión de la ONU, además de dar fuerzas a los talibanes (Foreing Policy, 2011, p. 75).

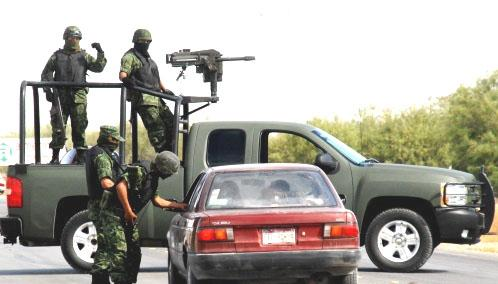
Soldados mexicanos en un control aleatorio, 2009. La guerra contra el narcotráfico en México ha llegado a ese nivel debido, entre otros factores, a la inacción de sus gobernantes.

En el mismo apartado aparece también la seguridad interior frente a robos, chantajes, actos vandálicos, etc. En muchos países las zonas más pobres llegan a albergar grupos equipados con armas de una capacidad pareja a las utilizadas por las fuerzas de seguridad. Para este fin resulta esencial la labor de las fuerzas de seguridad -no tanto militares- que impongan la ley y garanticen un entorno apropiado para el progreso económico y social.
Sin embargo, como advirtió Amnistía Internacional, al menos cuatro requisitos son necesarios para obtener buenos resultados en seguridad interna:
- Estar las fuerzas bien y puntualmente remuneradas, para frenar la corrupción ante sueldos miserables.
- Estar bien formadas en los distintos tipos de técnicas policiales como antidisturbios, investigación, Derechos Humanos, etc. Por esta razón en numerosas ocasiones las misiones de paz de la ONU incluyen también policiales, las cuales forman a los nuevos policías, misión que los militares no pueden asumir por no haber sido entrenados para ello.
- Que la formación sea de grupos enteros y no de individuos, para evitar el rechazo y el aislamiento de las personas formadas al volver a sus unidades y querer aplicar los conocimientos adquiridos.
- Disponer del material adecuado. Como se ha visto en países como Sudáfrica en tiempos del apartheid, según Alfonso Rojo (Rojo, 1993), en muchos casos la policía no contaba con material antidisturbios. Si un agente no posee escudo ni defensa y solo cuenta con su arma de fuego, utilizará esta arma para disolver una protesta o un tumulto, especialmente si ve su vida en peligro. Por el contrario, si se cuenta con casco, escudo, ropa y capucha ignífuga... estos le ayudarán a imponerse y podrá utilizar otros métodos antes de recurrir a instrumentos letales.

### La transferencia de competencias y descentralización
En varios países, como es el caso de Perú, se ha practicado una política de transferir competencias gubernamentales a las distintas provincias, departamentos o la división administrativa correspondiente. SegúnUrieta Vaquerizo (2004, p. 13) este intento perseguía lograr un mejor reparto del empleo, la riqueza y contribuir a fomentar el desarrollo de las provincias. Dicha pretensión ya se formuló tras la independencia de países como Perú y ha tenido varios intentos sucesivos, en su mayoría impedidos por la hiperinflación o el terrorismo.
En 2004, cuando los ataques de grupos como Sendero Luminoso habían descendido bastante, se comprobó que Lima recibía más de la mitad del presupuesto administrativo y contaba con más de la mitad de los funcionarios y empleados públicos, además de más de la mitad de las inversiones privadas para satisfacer las necesidades de dicho personal.
El objetivo de esta política, según Luis Solari de la Fuente yUrieta Vaquerizo (2004, p. 16), era transferir recursos y personal de la capital a otras administraciones con el doble fin de reducir los gastos de viaje por asuntos administrativos y aumentar la renta de dichos departamentos gracias a la llegada de funcionarios y recursos económicos. Con estas acciones se pretendía contener la emigración hacia las grandes ciudades, especialmente la capital de cada nación. Sin embargo, en el ya citado caso de Perú, esta iniciativa parece haber fracasado, entre otros factores porque la inversión privada siguió concentrándose en la Capital, teniendo a las provincias como meras proveedoras de materias primas (Urieta Vaquerizo, 2004, p. 16-17), con lo que no se ha detenido el desplazamiento hacia la principal ciudad del país.

### El Banco Mundial y el Fondo Monetario Internacional
Tanto el Banco Mundial como el Fondo Monetario Internacional tuvieron su primer antecedente en el ya citado Plan Marshall. Los 13 000 millones de dólares de la época que los Estados Unidos prestó a las naciones europeas tras la Segunda Guerra Mundial fueron un empuje decisivo a la reconstrucción de sus aliados y constituyó un gran éxito (Moyo,  2009, p. 35). Por tanto se vio posible repetirlo a escala mundial.

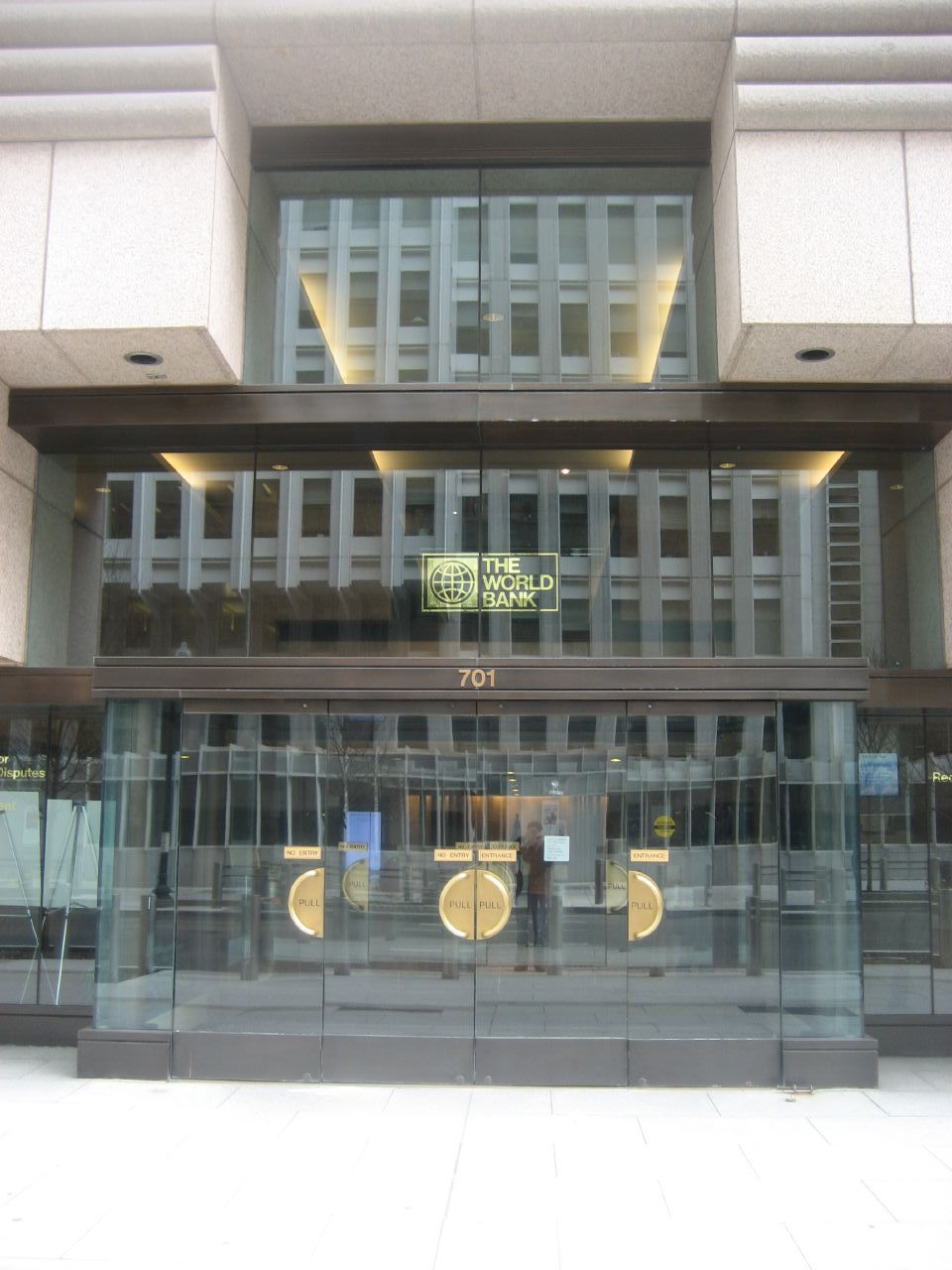
Entrada a la sede del Banco Mundial. Organización que, junto al Fondo Monetario Internacional, concede préstamos a países y regiones. Ambas han sido duramente criticadas.

A la vista de los resultados obtenidos en Europa se decidió continuar esa política con instituciones dentro de la ONU que canalizaran ayudas similares a las entregadas por el Plan estadounidense. En 1947 ya existían dos instituciones que podían desempeñar esa misión:
El Fondo Monetario Internacional perseguía conceder posibles ayudas a países en situaciones económicas difíciles, ya fuesen coyunturales o estructurales. Esta institución adquiriría con el tiempo nuevos cometidos, pero unos de los principales seguiría siendo la concesión de créditos y préstamos a naciones con problemas de liquidez, no necesariamente con problemas de desarrollo. El Fondo realizaba y realiza estudios del país solicitante y exigía determinadas reformas para conceder las sumas solicitadas.
Por su parte, el futuro Grupo Banco Mundial marcaría como su misión el conceder créditos y préstamos con un interés bajo a naciones con dificultades para conseguir financiación en los mercados internacionales; dichos recursos económicos deberían destinarse a realizar inversiones en infraestructura, educación o sanidad, entre otras.
Asimismo, las reformas estructurales exigidas por el Fondo Monetario Internacional han sido contestadas y discutidas duramente por distintos autores y organismos. Es el caso de la CEPAL, institución que ha criticado la demanda de abrir el mercado de la nación solicitante para permitir la entrada de productos extranjeros, generalmente más baratos y/o de mejor calidad que los nacionales. Lo que termina suponiendo la ruina de las industrias locales.
Por lo que al Grupo Banco Mundial respecta, existe una corriente de pensamiento crítica, no ya los intereses pedidos o los avales exigidos, sino con la propia existencia de dichas organizaciones y el dinero que ofrecen, aun suponiendo que fuese a fondo perdido. La zambiana Dambisa Moyo afirma que muchos países africanos, ante la falta de recursos importantes y de una población bien formada que atrajera inversiones extranjeras, convierte la ayuda internacional en la única fuente de ingresos (Moyo, 2009, p. 13) y no en una fuente para financiar el desarrollar, lo que hace que dichos fondos no se inviertan en infraestructuras, simplemente se gastan en pagar el gasto corriente.
Pero las críticas a estas dos instituciones traspasan lo meramente económico. Desde ámbitos sociales, culturales e incluso de seguridad y militares, se ha criticado el poder que estas instituciones llegan a reunir y lo duro de las condiciones pedidas o simplemente insinuadas, que llegan incluso a cuestiones de seguridad interna y soberanía nacional con consecuencias a veces dramáticas. Un ejemplo lo da Greg Campbell durante la guerra civil de Sierra Leona. En aquel conflicto varios cientos de mercenarios contratados por Executive Outcomes lograron detener a las fuerzas del FRU a las puertas de Freetown (van Heerden, 2012, p. 153 y siguientes). Sin embargo, estos dos organismos amenazaron al gobierno sierraleonés con no concederle las cantidades solicitadas de mantener dicha línea de defensa. A cambio, los dos organismos no dieron garantías para proteger a la población, únicamente promesas de enviar una fuerza panafricana. La amenaza de no concederle créditos surtió efecto y Executive Outcomes se retiró, dejando indefenso al gobierno y a los habitantes. Freetown fue tomada y saqueada durante la Operación Nada con Vida. En esa operación, continúa relatando el autor, miles de personas fueron asesinadas o sufrieron violaciones y mutilaciones en manos, pies, labios... por los soldados del FRU.

### La lucha contra la pobreza

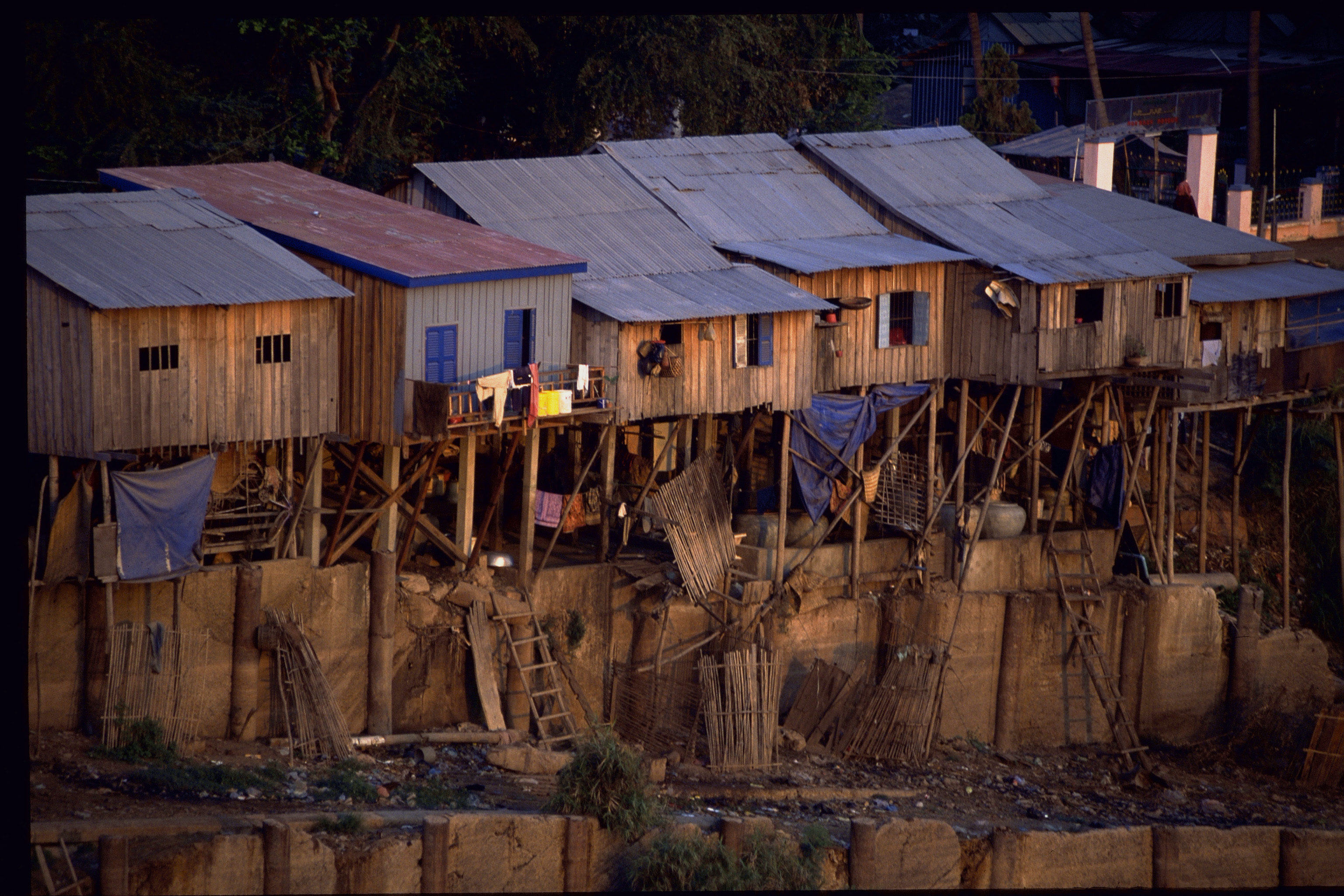
Infraviviendas en Phnom Penh. Para el hindú Jockin Arputham hacer a los pobres propietarios de su vivienda es un camino para salir de la pobreza.

Una de las formas que se aducen para lograr que un país o región pueda superar el subdesarrollo es elevar la renta de sus ciudadanos más pobres. Han surgido varias iniciativas como las emprendidas por Bill Gates o el catedrático de Bangladés Muhammad Yunus, quien inventó el concepto de los microcréditos y de la garantía social en 1976. Según Yunus la actitud de los bancos no podía constituir una solución para la pobreza, ni constituye una alternativa al alcance de los emprendedores con menos recursos, porque la banca siempre solicita numerosos avales que los pobres nunca podrán reunir (Yunus, 2007, p. 45 y siguientes).
Yunus siguió su experiencia y comenzó a pedir como aval, no una propiedad o un sueldo, sino que el proyecto para el que solicitaba los pequeños créditos estuviera integrado en el barrio, pueblo o ciudad donde se solicitara. La concesión de un microcrédito se consigue si el emprendedor demuestra que sus vecinos la aceptan y acudirán a él para satisfacer sus demandas, más aún si hay otros solicitantes vecinos suyos a la espera de microcréditos, los cuales se esforzarán para que prospere la iniciativa y, así, ver ellos aprobadas después su solicitud (Yunus, 2007).
La idea constituyó un éxito completo y dio lugar al Grameen Bank junto a otros proyectos. Sin embargo, también cuenta con detractores. Según el diario español El Mundo algunos estudios afirman que los microcréditos pueden ayudar a los menos pobres o a personas que pasan apuros sin ser pobres, pero no realmente a los más necesitados del mundo. En contra, proponen regalar a los más necesitados del Planeta cabras u otro tipo de ganado en lugar de cargarlas con deudas.
Por su parte el hindú Jockin Arputham ha propuesto la opción de que los ayuntamientos concedan el terreno donde las personas o familias han instalado sus infraviviendas. De esta forma se consigue cierta seguridad frente a posibles derribos o desalojos, lo que a su vez permite instalar negocios, recibir servicios públicos como la luz y el agua corriente e incluso solicitar préstamos avalados por su propiedad.
A este respecto distintos ayuntamientos esgrimen la dificultad de localizar al auténtico inquilino de las infraviviendas, debido a varias causas, como cambios constantes de manos o recelo ante los poderes públicos.

### El control de armas

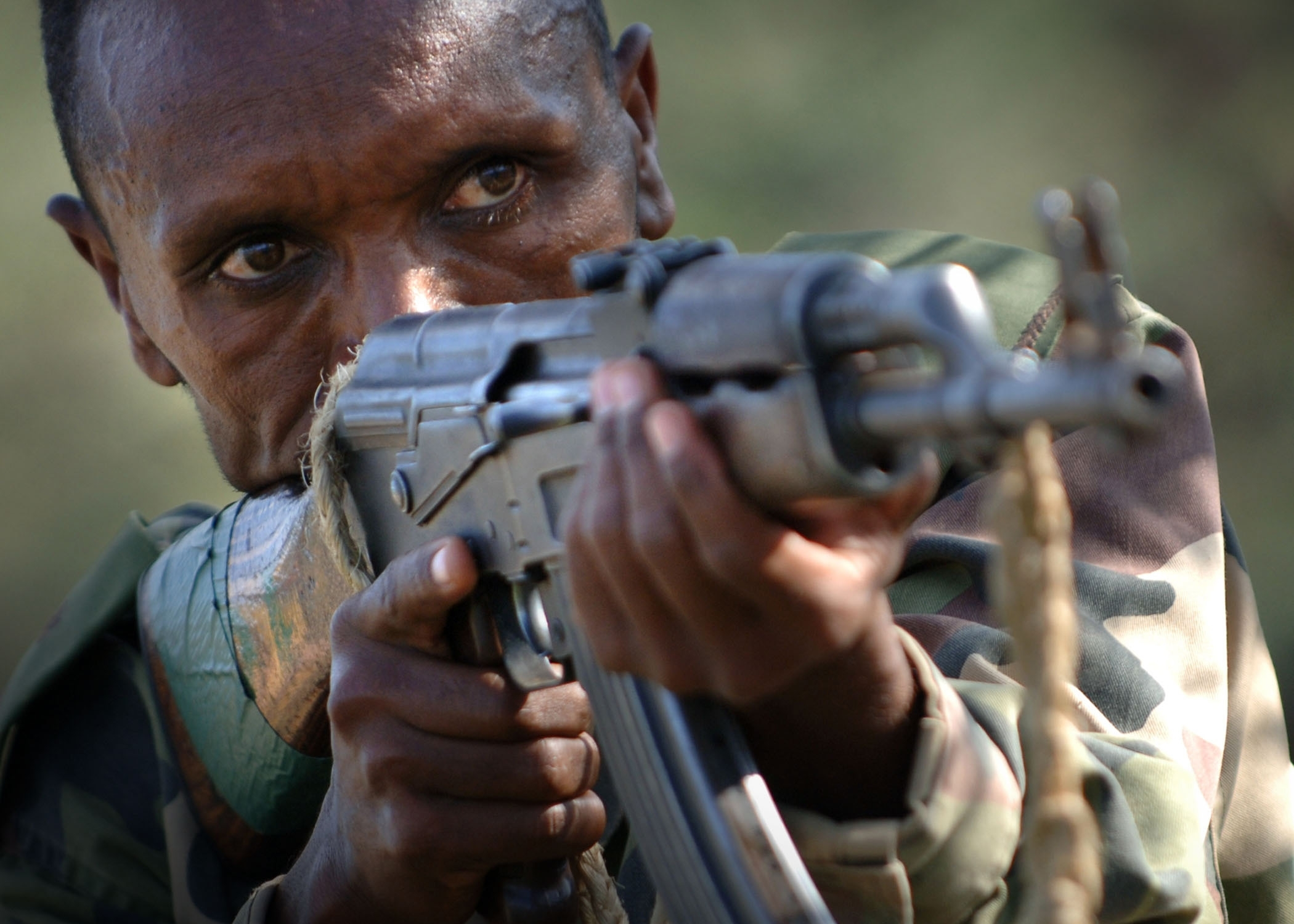
Etíope con un fusil de asalto AK-47.

En numerosas ocasiones varias organizaciones e instituciones han vinculado el tráfico incontrolado de armas, en especial las armas ligeras, con el subdesarrollo. Esta misma relación la defienden varias naciones en declaraciones oficiales, caso de la de Managua e incluso se declara explícitamente en la de Ginebra. Según estos documentos el gasto en armamento reduce las capacidades de los estados para invertir ese capital en otros apartados relacionados con el desarrollo. En segundo lugar, las armas aumentan el gasto en sanidad por los muertos y heridos que provocan.
Sin embargo, las declaraciones de los países no siempre van paralelas a sus actuaciones. En numerosas ocasiones naciones firmantes y/o participantes en dichas declaraciones se han visto involucradas en ventas de armas incontroladas, como Bolivia. Asimismo, la partida de defensa, ya sea interior o exterior, no puede ni debe quitarse porque la defensa y la seguridad son el primer requisito que necesita el desarrollo, como se ha indicado.
En tercer lugar, muchas naciones subdesarrolladas cuentan con una rentable industria propias de armas, caso de Egipto donde el gobierno es uno de los principales clientes, pero también han vendido a la CIA (Crile, 2008). En otras ocasiones, la industria de armamento supone uno de los escasos ingresos nacionales de divisas, es el caso de Corea del Norte quien vende sus misiles balísticos a un precio muy competitivo, como también tecnología nuclear de plutonio, constituyendo estas dos partidas el principal ingreso del país (Nitikin, 2009, p. 21 y siguientes). En otras ocasiones esta industria no tiene por qué ser la principal, pero sí uno de los motores de su economía, por el carácter de alta tecnología y otras aplicaciones punteras que de ella se desprende.
Por lo tanto, la industria y comercio de armas, controlada o no, es tenida por muchos autores y países como una baza para el desarrollo y no al revés. Tratar de controlar las armas con mecanismos de trazabilidad, por ejemplo, supondría un freno a las ventas y a los ingresos que generan, prosigue esta línea de pensamiento. Muchos compradores no desean adquirir armas a las que se pueda trazar su procedencia y tarde o temprano encontrarán un vendedor que se las suministre bajo tales condiciones.

### La ayuda para el desarrollo

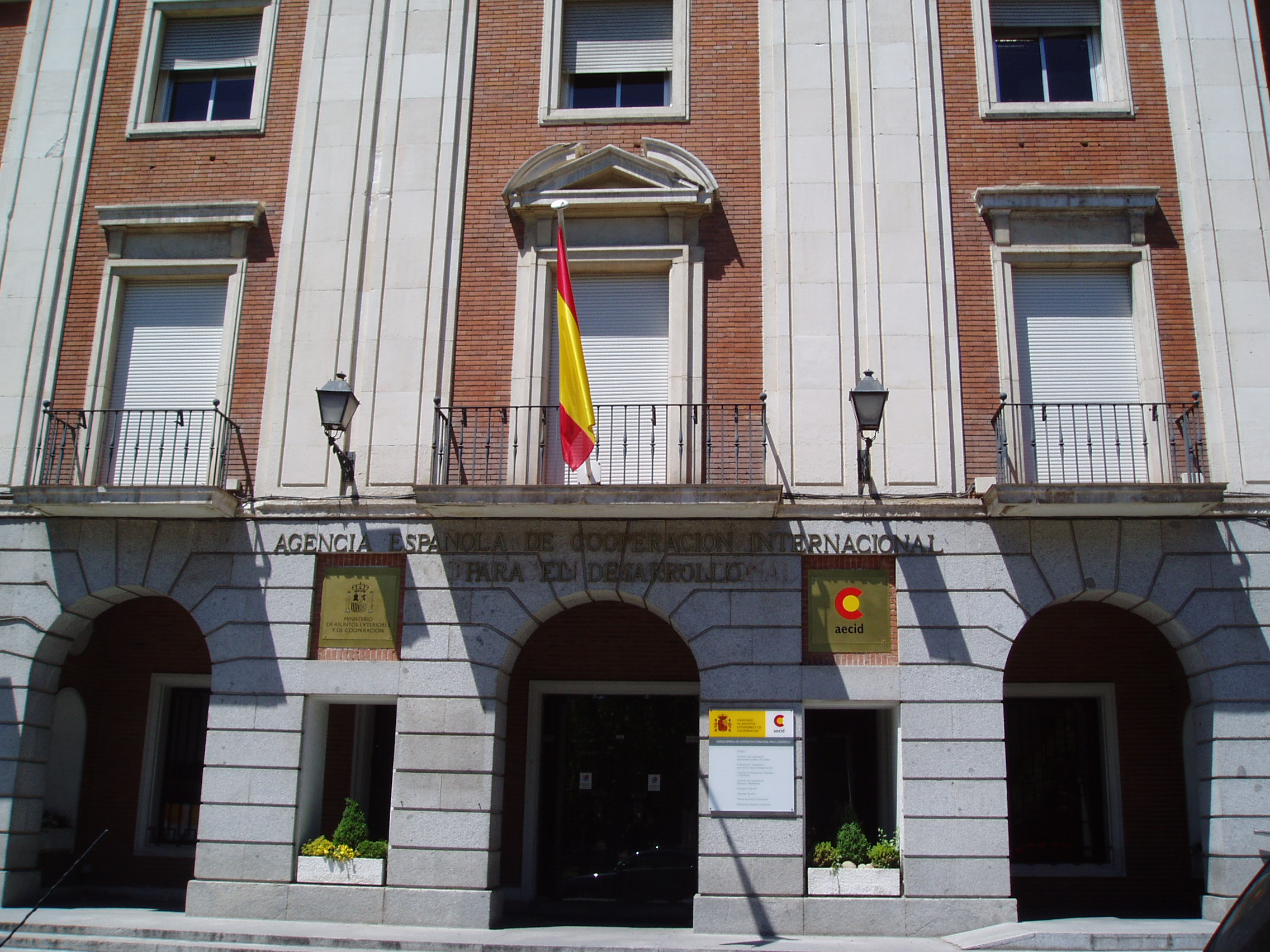
Fachada de la AECID en Madrid.

Bajo muy distintas formas las naciones más ricas han ido creando programas para fomentar el desarrollo en el mundo. Dichos programas son de muy diversos tipos (créditos, formación, financiación, transferencias tecnológicas, etc.) y emprendidos de diversas formas. Así, universidades, ONG y gobiernos de distintos tamaños han implantado programas y creado redes logísticas en distintos países para recibir y tramitar demandas de ayuda, enviar fondos, colocar a los cooperantes y supervisar las concesiones de ayuda.
Dichas ayudas podrían agruparse en tres tipos (Moyo, 2009, p. 6 y siguientes):
- Ayuda de emergencia o Ayuda humanitaria: es la entregada para situaciones catastróficas puntuales, con el fin de paliar las necesidades más apremiantes: alimentos, medicinas, ropa, calzado, transportes, tiendas de campaña, etc. Aunque varias veces estas partidas en el fondo son ayuda al desarrollo para naciones contra las que se ha decretado algún tipo de embargo, por ejemplo, enviar material y maquinaria de construcción para sustituir las tiendas por edificaciones o enviar depuradoras en lugar de agua potable.
- Ayuda caritativa: es la suministrada por ONG sobre el terreno sin pasar por intermediarios. Puede ser de muchos tipos: alimentos, profesores, becas, material didáctico, maquinaria...
- Ayuda al desarrollo o ayuda sistemática: es la realizada entre gobiernos o entre un gobierno y una organización supranacional, caso del Grupo Banco Mundial. Esta es la mayor ayuda en cuanto a cantidad y también una de las más criticadas como se ha indicado, hasta el punto de llamarla La ayuda de la muerte (Moyo, 2009).

Pese a que la cooperación se realiza por muchas vías, generalmente son los gobiernos nacionales quienes disponen de más medios para ello y también es norma común que funden un organismo encargado de centralizar todas esas ayudas, un caso típico sería la Agencia Española de Cooperación Internacional para el Desarrollo (AECID).
Todas estas misiones no serían en último término acciones para desarrollar un país o región en sí mismas, sino una forma de potenciar las acciones que lo desarrollarán y es esta característica, ser un medio para posibilitar los planes de ayuda, una de sus principales desventajas. Como se ha indicado lo que se busca es potenciar al país o región ayudando en proyectos de muy diversos tipos, por tanto lo primero es elaborar un proyecto, es la denominada ayuda bajo demanda y muchas naciones no cuentan con los profesionales y a veces ni siquiera con los medios para elaborar proyectos sólidos que puedan ser después estudiados y financiados. Un ejemplo lo constituye Haití tras el terremoto de 2010, países como España ofrecieron ayuda bajo demanda y meses después no se había solicitado ni la mitad de la misma por carecer de medios el estado haitiano para confeccionar proyectos apropiados. En otras ocasiones lo que frena esta ayuda no es el proyecto en sí, sino las condiciones puestas por los gobernantes receptores, como por ejemplo que la mayor parte del montante pase antes por manos gubernamentales, lo que muchos donantes no están dispuestos a permitir por ser un foco de corrupción e inoperancia.
Pero una de las autoras críticas de este tipo de cooperación, Danvina (Moyo, 2009), indica que no debería ponerse como una vía para superar el subdesarrollo, sino como una de las causas del mismo, de forma similar al caso de la financiación ofrecida por el Grupo Banco Mundial. La zambiana aporta varios ejemplos en su libro La ayuda de la muerte, uno es el envío masivo de mosquiteras a zonas palúdicas o con otras epidemias transmitidas por insectos. Acciones así, realizadas con la mejor intención, llevan a la quiebra y la miseria a los productores locales de dichos productos, contribuyendo al subdesarrollo del país.

## Crítica
Frente a las teorías más convencionales sobre el desarrollo y la modernización, que sostienen que una sociedad tradicional podrá desarrollarse a medida que adopte prácticas más modernas, existen otros puntos de vista, como el de la teoría de la dependencia. Según esta, el subdesarrollo de los países del sur no se explica en términos de retraso cultural o político sino de organización estructural de la economía mundial. Si estos países permanecen en un estado de subdesarrollo crónico es porque los países del norte los mantienen –de manera no necesariamente consciente o intencionada– en un estado de dependencia económica, política y tecnológica, a través de intercambios desiguales, establecido históricamente por el imperialismo y el colonialismo.
Esta teoría elaboró una de las críticas clásicas a la dicotomía desarrollo/subdesarrollo. Despegándose de las teorías más convencionales, la teoría de la dependencia afirma que, en el plano político-social existe algún tipo de dependencia en las situaciones de subdesarrollo, y que esa dependencia empezó históricamente con la expansión de las economías de los países capitalistas originarios. La dependencia de la situación de subdesarrollo implica socialmente una forma de dominación. Esta teoría prefiere utilizar las nociones de liberación/dependencia y desecha las ideas de desarrollo/subdesarrollo y denuncia que existe una confusión entre las nociones de «desarrollo» y «sistema capitalista» y que esta confusión encubre unas relaciones de subordinación entre regiones.

## Conclusiones
Las respuestas consensuadas sobre las razones del subdesarrollo y las vías para superarlo son desoladoras por lo escaso de las mismas.
Resulta muy difícil encontrar contestaciones fiables por la falta de consenso. No está claro las causas del subdesarrollo, ni las medidas para superarlo, ni siquiera lo que es realmente el Subdesarrollo. Del mismo modo, los hechos no arrojan tampoco conclusiones sobre si es superable o insuperable. Existen multitud de países que han tratado de desarrollarse cosechando grandes y sangrientos fracasos, mientras que otros lo han logrado en pocas décadas. Para ilustrar esta falta de acuerdo entre los expertos basta revisar las muy diferentes soluciones por las que apuestan autores como Paul Wolfowitz, James D. Wolfensohn o Lewis T. Preston, por citar tres directivos del Banco Mundial. Leyendo su obra se comprueba que unos enfatizan el apoyo a la industria, otros a la educación de base, otros en la formación de gobiernos estables... y se puede seguir casi con todas las causas mencionadas en el apartado correspondiente.
Una segunda conclusión unánime es la magnitud del fenómeno, no ya para los pueblos subdesarrollados, sino para toda la Humanidad. El subdesarrollo acarrea muchos problemas en forma de inmigración incontrolada, destrucción del medio ambiente, piratería... pero al mismo tiempo también constituye una ventaja para otras naciones en forma de explotación barata de recursos naturales, mano de obra aún más barata, concesión de ventajas comerciales o estratégicas a cambio de sobornos, venta de armas y otros productos... Por tanto el abandono del subdesarrollo es beneficioso para unos colectivos y perjudicial para otros al mismo tiempo.
Para complicar aún más la cuestión, el camino para salir del subdesarrollo ha ido perdiendo unanimidad desde los años ochenta del siglo XX. Se consideraba que la industrialización era la forma de superarlo. Pero con la entrada de la informática y después la telemática la industrialización ya no se considera como la única vía, es más, aun suponiendo que fuera la única vía, no existe consenso sobre los principales pilares para lograr industrializar un país o región. No existe consenso sobre la jerarquización de las medidas que lograrían industrializar un país, es decir, seguridad social y legal, población convenientemente educada, infraestructuras de transporte de gran capacidad, acceso universal a la sanidad, energía continua, capitalización, mano de obra formada... Si se considera que todas son igual de importantes la conclusión sería un nihilismo en las actuaciones, pues resulta imposible atenderlas todas al mismo tiempo con la intensidad suficiente. Para tratar de solventar esto, a menudo personas poco informadas suelen proponer realizar algún tipo de encuesta entre las poblaciones subdesarrolladas para encontrar el principal o los principales problemas que los amenaza y así establecer un primer orden de prioridades. Para sorpresa de muchos, se cuentan dos anécdotas como ejemplo: cuando se hizo la prueba en Costa de Marfil la respuesta más usual no fue mortalidad infantil, pandemias, analfabetismo, corrupción o el estado lamentable de las infraestructuras; sino "calcetines y botas" porque su selección nacional no contaba con suficientes calcetines y botas para jugar el Mundial de Fútbol. Otro ejemplo: para los argelinos la principal y más importante cuestión de la que ocuparse resultó ser la construcción de mezquitas, porque cada pueblo no contaba con una mezquita, todas las deficiencias citadas en el caso de Costa de Marfil las sufría también esta nación, en mayor o mejor medida, y todas podían esperar, en opinión de los argelinos consultados. Como se ha dicho, en el fondo son indiferentes las fichas técnicas de las encuestas o si la respuesta sigue siendo la misma. Los ejemplos sirven para ilustrar las muy distintas percepciones que pueden tener los habitantes de pueblos desarrollados y los de pueblos subdesarrollados sobre lo necesario y lo superfluo, lo prioritario y lo secundario.
Así pues el tema del subdesarrollo permanece abierto, pese a la considerable teorización realizada ya desde la Escuela Alemana del siglo XIX; entre otras cosas porque, como se ha indicado, permanece la pregunta, no ya de cómo se mide o cómo se combate, sino ¿qué es el desarrollo y por ende el subdesarrollo?. Para ilustrar esta desorientación se cuenta el chascarrillo que corre por varias ONG:

Si vas a África unos días escribes un libro, si vas unos meses escribes un artículo y si vas unos años no escribes nada.